# Palazzo del Quirinale
Il Palazzo del Quirinale (anche noto in epoca sabauda come Reggia del Quirinale e sotto i papi come Palazzo Apostolico del Quirinale o Palazzo Papale del Quirinale) è un palazzo storico di Roma, posto sull'omonimo colle e affacciato sull'omonima piazza; essendo dal 1870 la residenza ufficiale del Re d'Italia e dal 1946 del presidente della Repubblica Italiana, è uno dei simboli dello Stato italiano.
Costruito a partire dal 1573, è uno dei più importanti palazzi della capitale, sia dal punto di vista artistico sia dal punto di vista politico: alla sua costruzione e decorazione lavorarono insigni maestri dell'arte italiana come Pietro da Cortona, Domenico Fontana, Alessandro Specchi, Ferdinando Fuga, Carlo Maderno, Giovanni Paolo Pannini e Guido Reni. Attualmente, ospita anche un ampio frammento d'affresco di Melozzo da Forlì.
Il Palazzo si impose, soprattutto a partire dal pontificato di Paolo V Borghese, come residenza stabile dei papi (il Quirinale ha ospitato 30 papi, da Gregorio XIII a Pio IX), eretto infatti inizialmente come residenza estiva del romano pontefice, divenne sede pressoché alternativa ai palazzi vaticani. Con il colle del Quirinale i papi erano in più agevole contatto con le sedi delle congregazioni pontificie (ovvero la residenza dei loro prefetti o decani) in cui la Curia si era riarticolata negli ultimi decenni del Cinquecento. Il Quirinale divenne così di fatto la residenza del pontefice nella sua qualità di sovrano, complementare a quella del Vaticano, che costituiva la sede del papa capo della Chiesa cattolica.
Residenza complementare e non alternativa: è per questo che il complesso vaticano si sviluppò nel corso del '600 (fine dei lavori della basilica, costruzione della facciata, ultimazione del Palazzo Apostolico, erezione del colonnato), anche se i pontefici vi risiedettero, come mostrano le fonti, saltuariamente. Per contro, il Quirinale si sviluppò quale palazzo secolare, quasi senza simboli religiosi visibili e soprattutto (unico tra i palazzi apostolici con questa particolarità) privo di una chiesa aperta al pubblico.
Interessato da un progetto che lo voleva residenza napoleonica nel tempo dell'occupazione francese di Roma (ma Napoleone Bonaparte non vi fece mai ingresso), dopo il 1870 divenne palazzo reale dei re d'Italia. Con la proclamazione della Repubblica Italiana, avvenuta a seguito del referendum istituzionale del 2 giugno 1946, l'edificio divenne la sede del presidente della Repubblica.
Il palazzo del Quirinale ha una superficie di 110 500 m² ed è per superficie il sesto palazzo nel mondo, nonché la seconda residenza di un presidente (prima è l'Ak Saray di Ankara). Si consideri che il complesso della Casa Bianca (Stati Uniti) ha superficie pari a 1/20 di quella del Palazzo del Quirinale.

## Storia

### Origini

#### Palazzo di Monte Cavallo e villa Carafa

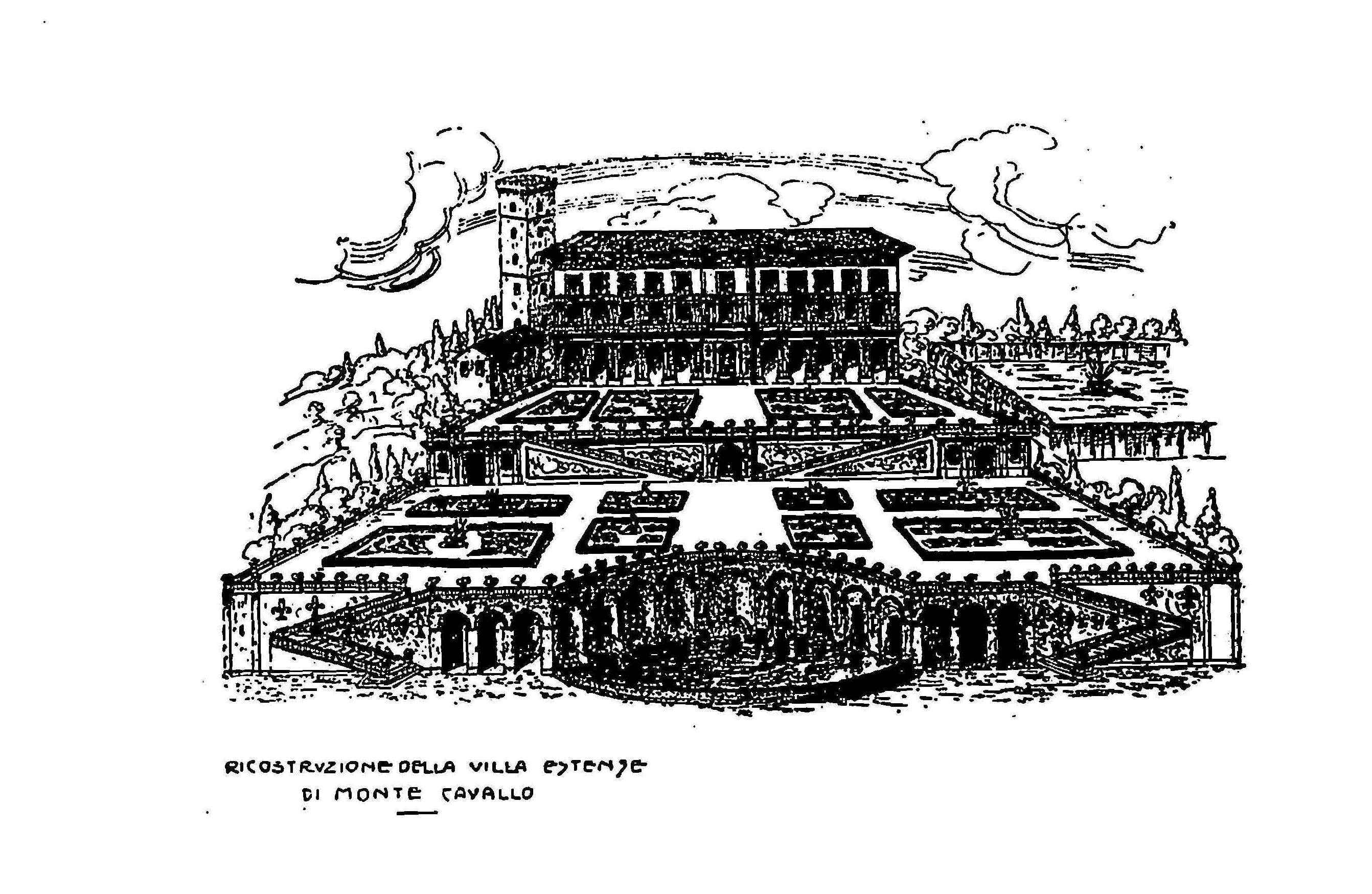
Ricostruzione della villa del cardinale Ippolito II d'Este a Monte Cavallo, post 1550.

Già prima della realizzazione del Palazzo del Quirinale, nell'area in parte occupata dal complesso centrale era presente una villa dei Carafa, dal nome del cardinale Oliviero che acquistò il fondo sul finire del XV secolo e vi realizzò i primi edifici, nota come Villa di Monte Cavallo o come Villa d'Este al Quirinaleː era una delle residenze romane del cardinale Ippolito II d'Este (1509-1572). Proprietario di Villa d'Este a Tivoli, nel 1550 il cardinale ottenne in affitto la villa e la vigna dal cardinale Oliviero Carafa, per un periodo di cinque anni, che poi più volte rinnovò, insieme con il nipote Luigi d'Este, trovandovi un luogo adatto ai propri soggiorni romani. 

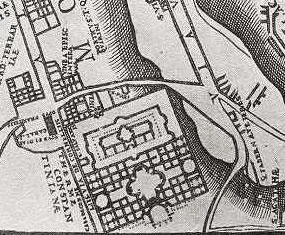
L'area del Palazzo del Quirinale con la villa Carafa - D'Este a metà XVI secolo nella pianta di Leonardo Bufalini

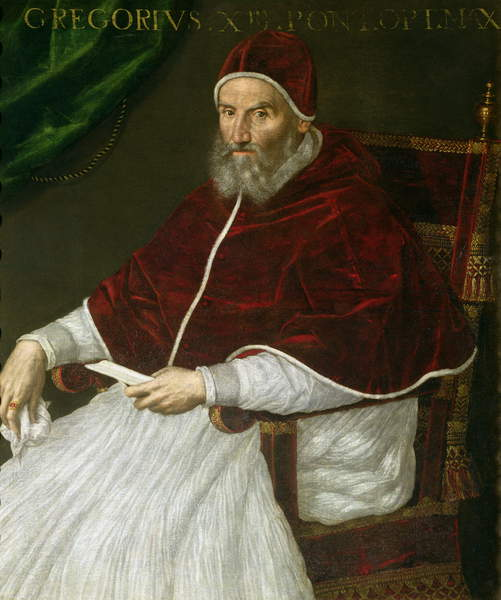
Papa Gregorio XIII.

Fu proprio il cardinale Ippolito d'Este a realizzare i primi lavori alla villa dei Carafa che però si concentrarono essenzialmente sui terreni, che egli fece appianare e modificare, al fine di trarne giardini con fontane, con giochi d'acqua e con sculture antiche, rinvenute nella Roma del tempoː il tutto a proprie spese.
Nel 1583 papa Gregorio XIII, spesso ospite personale del cardinale Ippolito d'Este, o di suo nipote Luigi d'Este, alla villa romana, incominciò a proprie spese un ampliamento della villa, per farne una vera e propria residenza estiva con le credenziali di palazzo, dato che l'area era considerata più salubre del colle Vaticano o del Laterano. Il progetto venne affidato all'architetto Ottaviano Mascherino e i lavori si conclusero due anni più tardi, nel 1585; ma in quello stesso anno la morte del papa impedì al Mascherino di avviare un secondo progetto che prevedeva l'ampliamento del palazzetto, per trasformarlo in un grande palazzo, con ali porticate parallele e grande cortile interno. L'edificio costruito da Mascherino è ancora riconoscibile nella testata nord del cortile d'Onore, caratterizzata da una facciata a doppia loggia e sormontata dalla torre panoramica, oggi nota come torre dei Venti, o torrino, successivamente innalzata con la costruzione del campanile a vela, su supposto progetto di Carlo Maderno e di Francesco Borromini.
L'edificio di Ottaviano Mascherino, a ogni modo, pur essendo stato commissionato dal pontefice e abitato stabilmente dal cardinale d'Este, era ancora appartenente alla famiglia Carafa ed era passato in affitto al nipote del cardinale, Luigi d'Esteː a lui il pontefice defunto forse era intenzionato a lasciare la proprietà, dopo averla acquistata.

#### Acquisizione di Sisto V
Decisamente conquistato dal luogo quando lo vide per la prima volta alla sua ascesa al soglio pontificio, il successore di Gregorio XIII, papa Sisto V, nel 1587 decise di far acquistare il terreno e la villa dalla Camera apostolica con l'intento di farne la sede estiva del pontefice, e poco dopo intervenne per ampliare il palazzo servendosi dell'opera di Domenico Fontana, da lui utilizzato in tutte le grandi opere architettoniche e urbanistiche del suo pontificato, e impegnato in un rimodellamento complessivo della zona, con la costruzione dell'asse Strada Pia e Strada Felice e del conseguente crocicchio delle Quattro Fontane e con la definizione dell'altra residenza "privata" del pontefice a Termini.
Al Fontana si deve anche la sistemazione della piazza antistante, con il restauro delle statue dei Dioscuri (che fin dall'antichità erano situate sul Quirinale, ed erano tradizionalmente attribuite a Fidia e a Prassitele, come ancora dichiara il piedistallo), e l'erezione della prima fontana. Dal gruppo scultoreo derivò il toponimo "Monte Cavallo", che indicava la sommità del colle e la piazza, ancora oggi usato (benché ormai inesistente nelle toponomastica cittadina) da alcuni vecchi romani.
Papa Clemente VIII (1592-1605), che pure abitò la villa durante il periodo estivo, concentrò i suoi sforzi per riordinare il parco del complesso, dando il via tra le altre cose alla costruzione della monumentale Fontana dell'Organo, contraddistinta da giochi d'acqua e fontane accompagnate dal suono di organo funzionante ad acqua.

### Dal Seicento alla fine del XVIII secolo

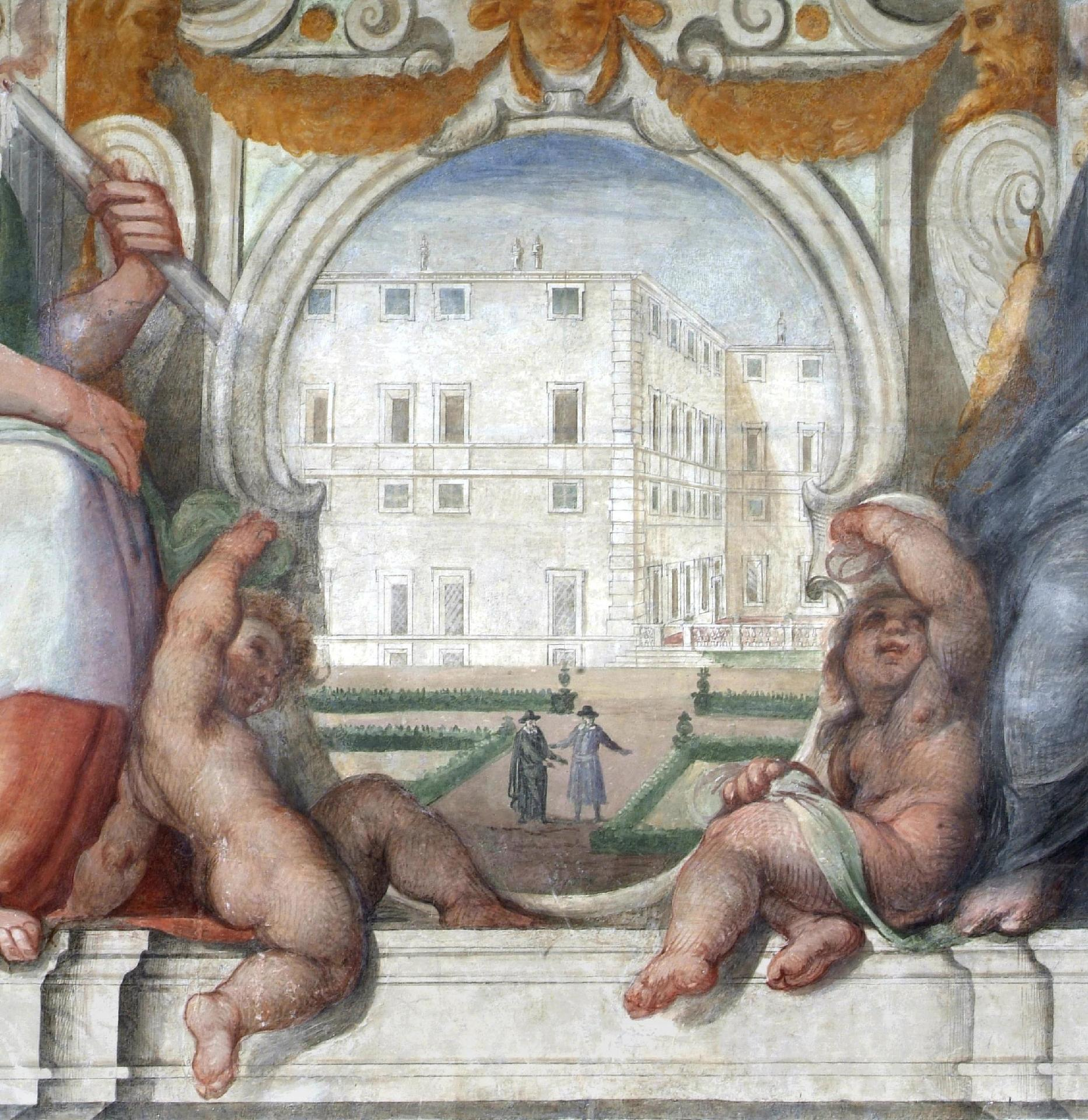
Un angolo del Palazzo del Quirinale visto dai giardini con l'originario color travertino (dipinto del 1610, Sala delle Fabbriche di Paolo V).

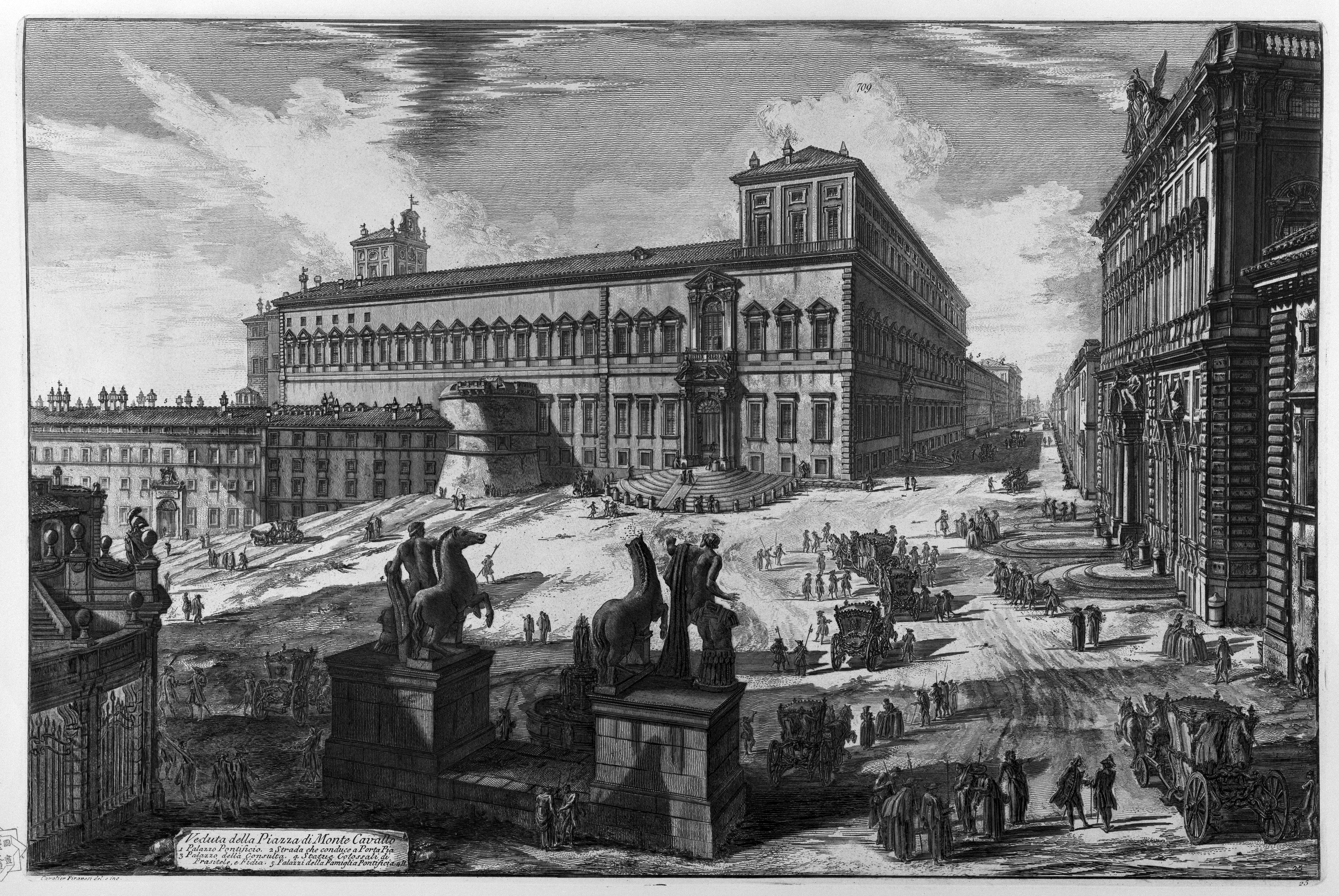
Il palazzo del Quirinale in una stampa settecentesca di Giovanni Battista Piranesi.

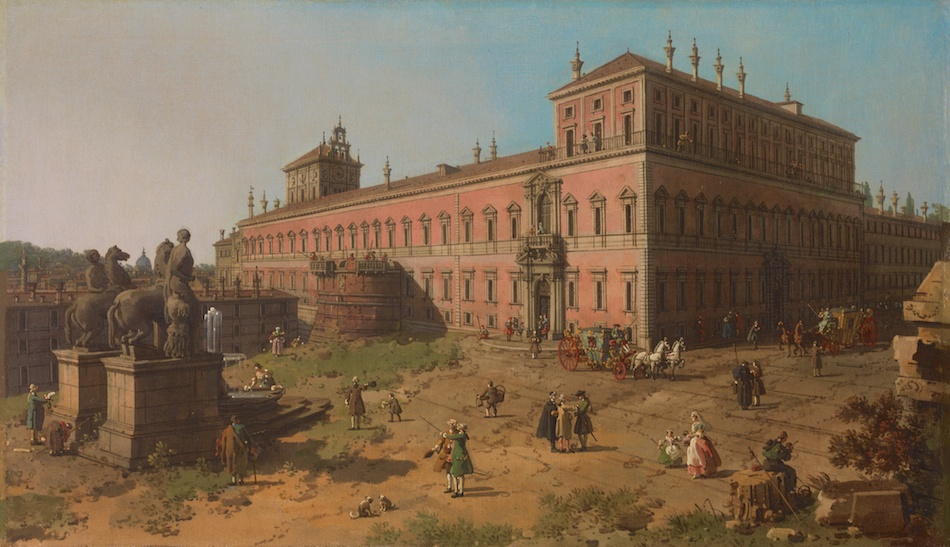
Veduta pittorica del Palazzo del Quirinale del Canaletto.

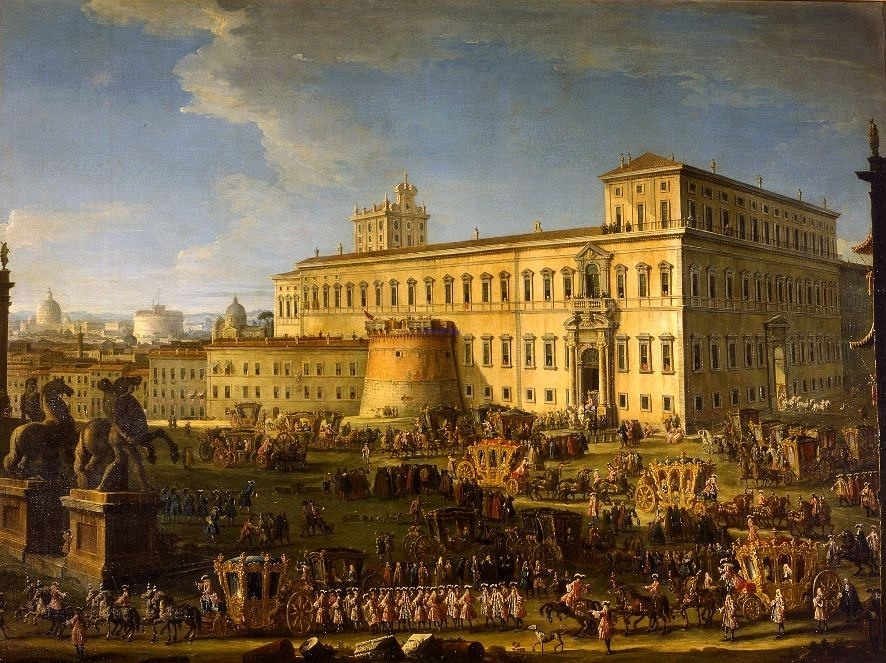
Il corteo dell'ambasciatore veneziano Alvise Mocenigo dopo l'udienza papale nel palazzo del Quirinale (dipinto del XVIII secolo).

Papa Paolo V fu il pontefice che commissionò il completamento dei lavori sul corpo di fabbrica principale del Quirinale e al quale si deve gran parte dell'aspetto attuale del palazzo. Egli affidò i lavori di ampliamento a Flaminio Ponzio che realizzò in sequenza l'ala verso il giardino, la Sala del Concistoro (oggi Salone delle Feste) e la Cappella dell'Annunziata, decorata dal 1609 al 1612 da Guido Reni con la collaborazione di Giovanni Lanfranco, Francesco Albani, Antonio Carracci e Tommaso Campana, caratterizzando il palazzo con una delle due sopraelevazioni tutt'oggi visibili. Con la morte di Ponzio nel 1613, i lavori di ampliamento vennero proseguiti da Carlo Maderno, autore dell'ala sulla via del Quirinale, dove realizzò le sale più famose di tutto il complesso tra cui la Cappella Paolina, gli appartamenti papali e la Sala Regia, ora detta dei Corazzieri.
L'altezza della cappella e del salone dei Corazzieri imposero la costruzione di una seconda soprelevazione, ben visibile anche sulla facciata del palazzo. Il Salone dei Corazzieri fu decorato con un fregio dipinto, opera del quadraturista Agostino Tassi, autore del progetto e responsabile del cantiere della parete sud, mentre le altre tre pareti furono affidate a Carlo Saraceni e Giovanni Lanfranco; in modo minore contribuirono a questa impresa Alessandro Turchi, lo Spadarino, Paolo Novelli, Marcantonio Bassetti e, secondo Roberto Longhi, Pasquale Ottino. La presenza di quest'ultimo è stata però più volte messa in discussione negli ultimi decenni.
Papa Urbano VIII proseguì l'opera di ampliamento del complesso incominciata dai suoi predecessori con l'acquisto di molti terreni, ingrandendo la proprietà verso oriente a vantaggio soprattutto delle dimensioni del giardino che quasi raddoppiarono; lo stesso papa procedette poi all'erezione di un muro di cinta che circondò il nuovo perimetro del complesso del Quirinale, infine pensò anche alla difesa del Palazzo facendo costruire un basso torrione di facciata con squadrate feritoie per le bocche dei cannoni. Parti superstiti di questa cinta muraria sono ancora visibili su via dei Giardini. Fu durante questo stesso periodo (1638) che Gian Lorenzo Bernini ottenne l'incarico di disegnare la loggia delle benedizioni collocata sopra il portale principale di accesso al palazzo.

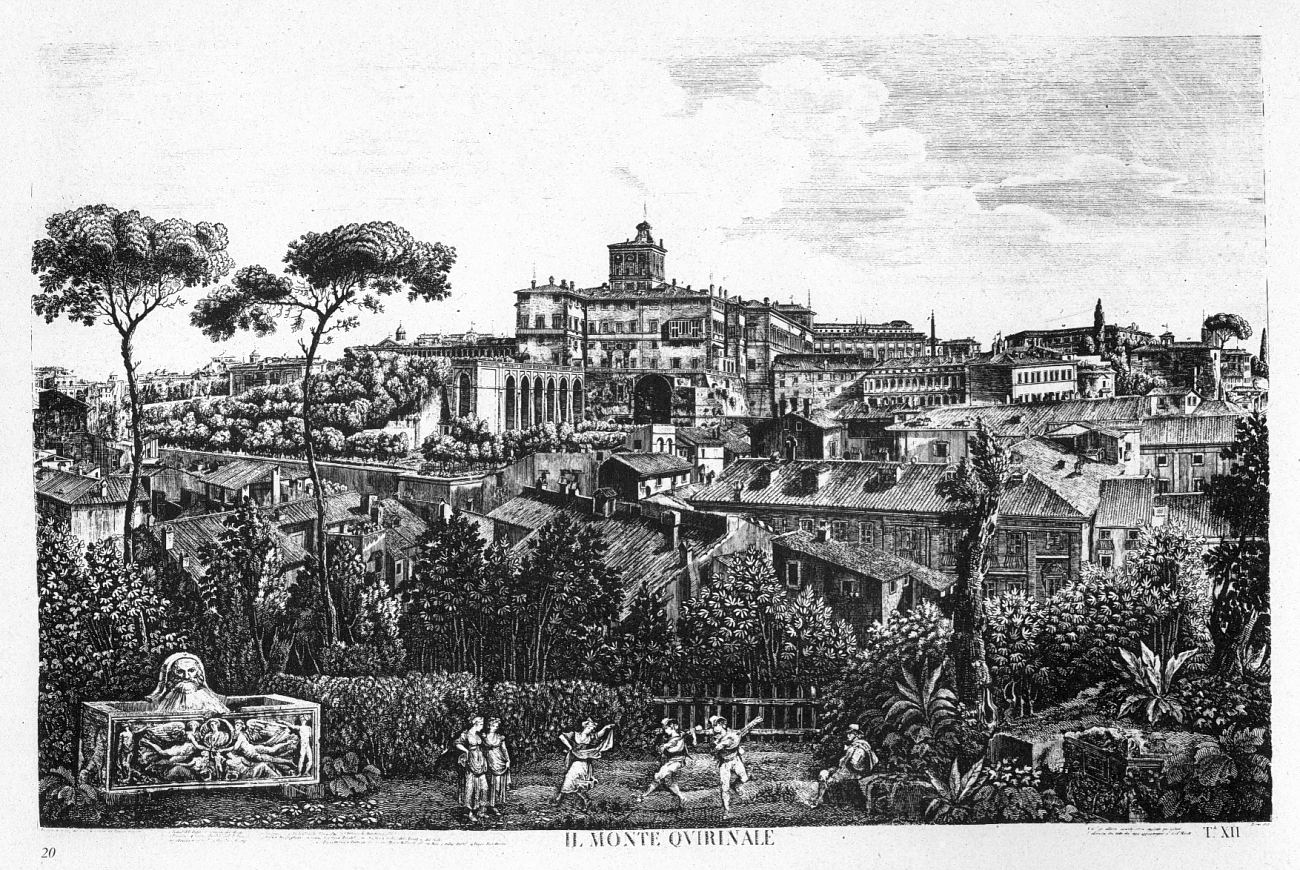
Il colle del Quirinale in una stampa tratta da un disegno di Luigi Rossini.

Fu proprio il Bernini, sotto papa Alessandro VII, a progettare il fabbricato detto della Manica Lunga, realizzandone il primo tratto nel 1657-1659; l'edificio fu poi continuato nel 1722-1724 da Alessandro Specchi per papa Innocenzo XIII, e terminato da Ferdinando Fuga nel 1730-1732 per papa Clemente XII; a chiusura della Manica Lunga, il Fuga modificò il seicentesco casino del conte di Cantalmaggio trasformandolo nella palazzina del segretario della cifra, oggi nota appunto come Palazzina del Fuga e ospitante gli uffici e gli appartamenti privati del presidente della Repubblica.
Il 5 luglio 1770 Wolfgang Amadeus Mozart venne nominato cavaliere dell'Ordine dello Speron d'oro con una cerimonia tenutasi proprio al Palazzo del Quirinale.

### Da Napoleone alla presa di Roma
Quando Napoleone occupò Roma e riuscì ad annetterla all'Impero francese (1809-1814), uno dei suoi primi pensieri fu proprio quello di occupare il palazzo del Quirinale e di rimaneggiarlo con l'intento di rivedere l'intera struttura per farne la residenza ufficiale dell'imperatore francese nella seconda città dell'Impero dopo la capitale Parigi, in particolare dopo la nascita di Napoleone Francesco, figlio del Bonaparte e della sua seconda moglie Maria Luisa d'Austria, che ebbe il titolo di re di Roma.
Nella mente di Napoleone, sin dal 1805, vi era stata l'idea della conquista di Roma che era assimilabile alla volontà di equiparare almeno idealmente l'impero napoleonico a quello romano, rievocando i fasti imperiali e tutte quelle idee di grandezza che erano tradizionalmente ricollegabili ai grandi eroi del passato. La conquista di Roma, luogo per eccellenza della memoria storica, rappresentava nella visione politica del Bonaparte un valore di continuità e la legittimazione stessa del potere imperiale da lui detenuto.
Del breve intermezzo napoleonico, rimane ancora oggi la divisione della grande galleria che dava su piazza del Quirinale per ricavare tre ambienti tuttora sussistenti: la Sala Gialla, la sala di Augusto e la sala degli Ambasciatori. Questa ristrutturazione, eseguita per mano dell'architetto Raffaele Stern, portò alla perdita dell'unità del preziosissimo ciclo di affreschi realizzati nel XVII secolo da Pietro da Cortona. Altri ambienti furono solo leggermente modificati. Ovviamente, il palazzo fu depredato dei suoi arredi e delle sue opere d'arte, in particolare due quadri di Tiziano e del Guercino; tuttavia Napoleone Bonaparte non fece in tempo a utilizzare personalmente il Quirinale, in particolare perché i fondi a esso destinati vennero dirottati per la campagna militare di Russia del 1812.
Con la restaurazione pontificia, nel maggio del 1814 papa Pio VII fece il suo rientro a Roma tornando in possesso del Quirinale e da subito si adoperò per cancellare ogni possibile traccia dell'occupazione napoleonica, servendosi a ogni modo dell'architetto Stern che già aveva operato in loco sotto Napoleone. Fra gli interventi più importanti attuati in questo periodo ricordiamo gli austeri affreschi della Cappella Paolina e la definitiva sistemazione della Fontana dei Dioscuri nel piazzale antistante l'ingresso.
Pio IX fu l'ultimo pontefice ad abitare il Quirinale dalla sua elezione sino alla Breccia di Porta Pia del 20 settembre 1870, dopo la quale i papi presero ufficialmente residenza nel Palazzo Apostolico su Piazza San Pietro.

### Il periodo sabaudo

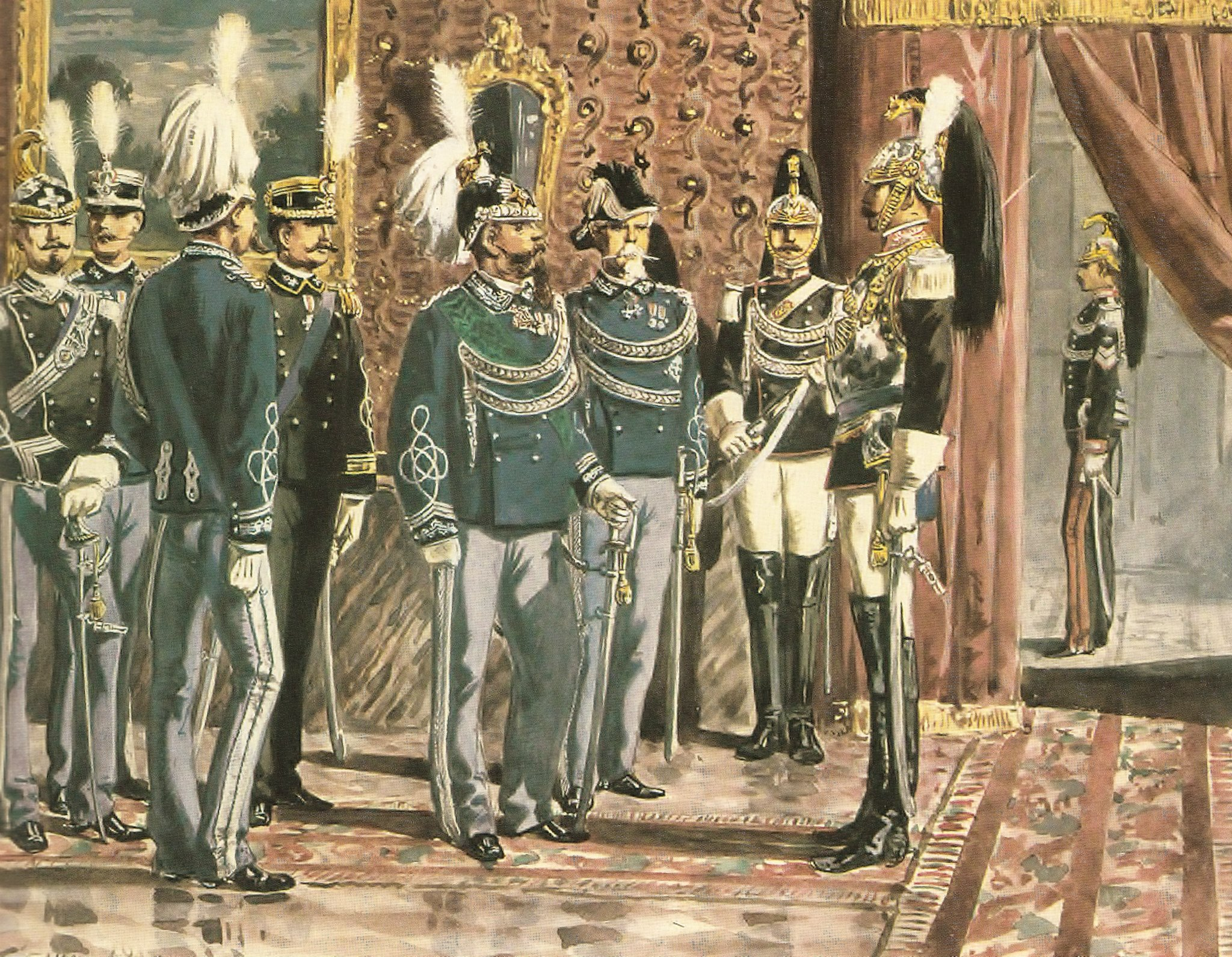
Vittorio Emanuele II al Quirinale coi suoi aiutanti di campo.

Il palazzo del Quirinale fu residenza dei pontefici sino al 1870, quando Roma venne annessa al neonato Regno d'Italia e re Vittorio Emanuele II lo confiscò per porvi la propria residenza ufficiale. Il palazzo, anche dopo la breccia di Porta Pia, restò occupato dalle guardie svizzere al servizio di Pio IX fino al 1º ottobre 1870, finché il generale Raffaele Cadorna, comandante del corpo di spedizione italiano, le fece allontanare con la forza. Il palazzo divenne quindi la residenza dei re d'Italia fino al 1946.

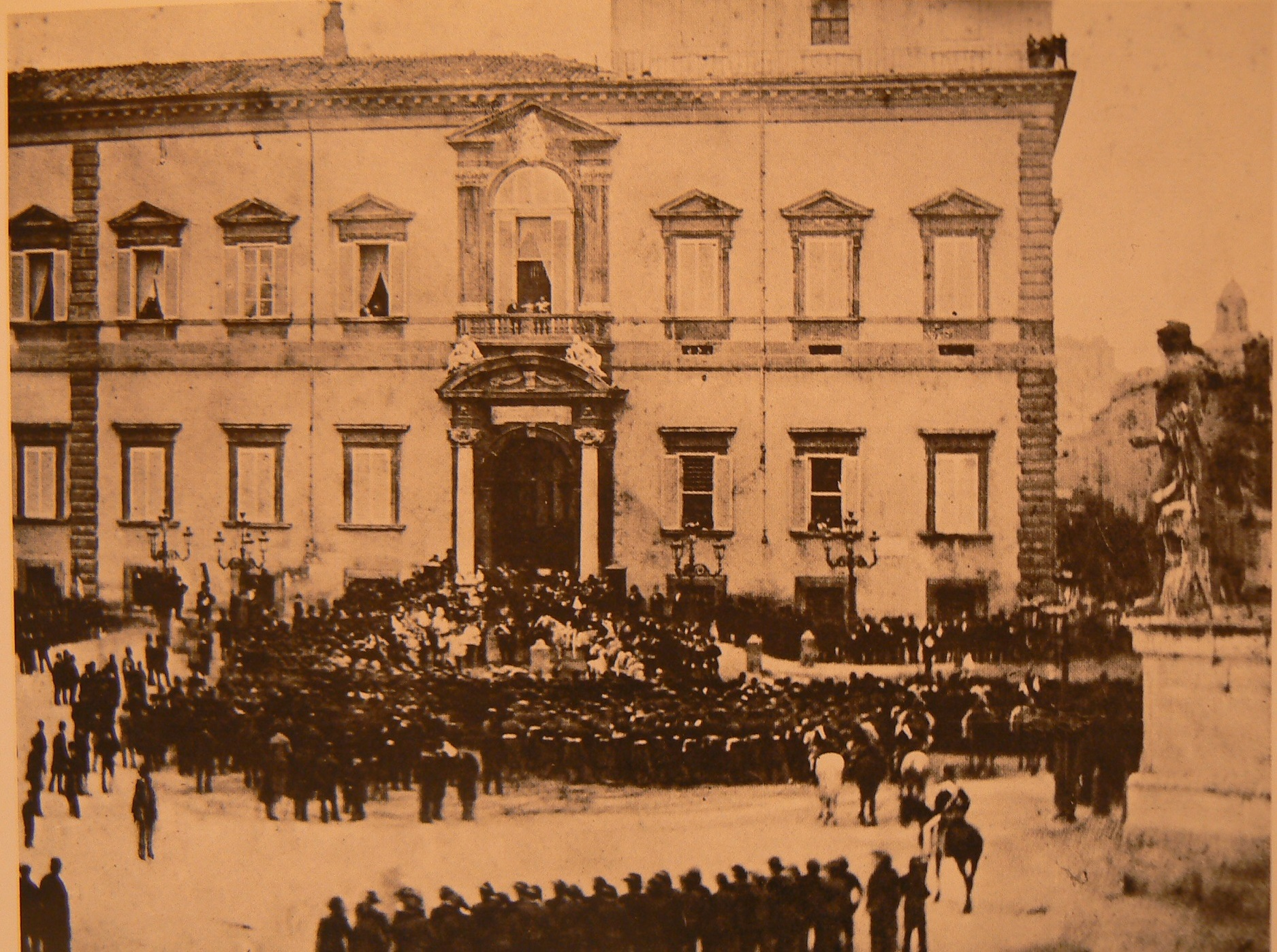
Fotografia del funerale di Vittorio Emanuele II nel 1878

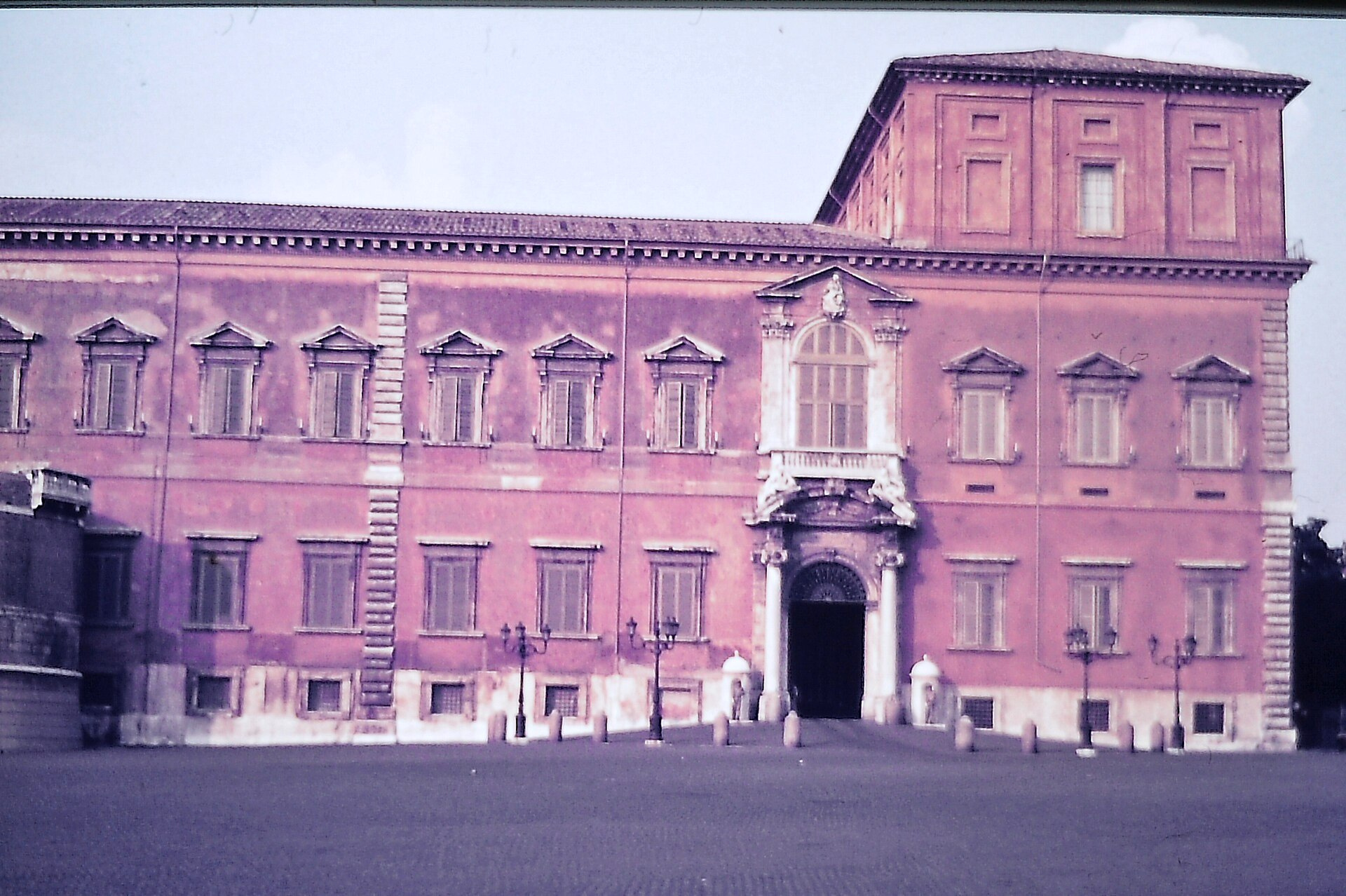
La colorazione esterna del Quirinale nel 1975; il colore ocra di epoca sabauda fu abbandonato nel 2002

Durante il loro soggiorno, i Savoia ristrutturarono diversi ambienti per adattarli alle nuove esigenze della Corte regia e per ribadire il ruolo della casata come nuovi sovrani del neonato regno d'Italia anche a Roma, che era stata uno dei capisaldi di resistenza al potere sabaudo. Il palazzo, svuotato degli arredi nel 1870 prima che arrivassero le truppe italiane, fu riarredato con mobilio di prevalente gusto neobarocco e neo rococò proveniente da varie regge di tutta la penisola, in particolare le residenze sabaude in Piemonte e il Palazzo Ducale di Colorno. Per le stanze si prescelse in particolare lo stile Luigi XIV per riportare il palazzo all'epoca del suo massimo splendore, il XVII secolo. Molti ambienti furono completamente ripensati, soprattutto durante il periodo di re Umberto I (1878-1900), per impulso della sua consorte, la regina Margherita. L'antica Sala del Concistoro fu rifatta e divenne l'attuale Salone delle feste, utilizzato come salone da ballo, si realizzò la raffinata decorazione della Sala degli specchi in stile neo rococò, e si modificarono gli appartamenti pontifici nel nucleo antico del palazzo per adattarli alla vita della famiglia reale. Infine, la napoleonica sala di Augusto divenne sala del Trono.

### I presidenti della Repubblica e il Quirinale

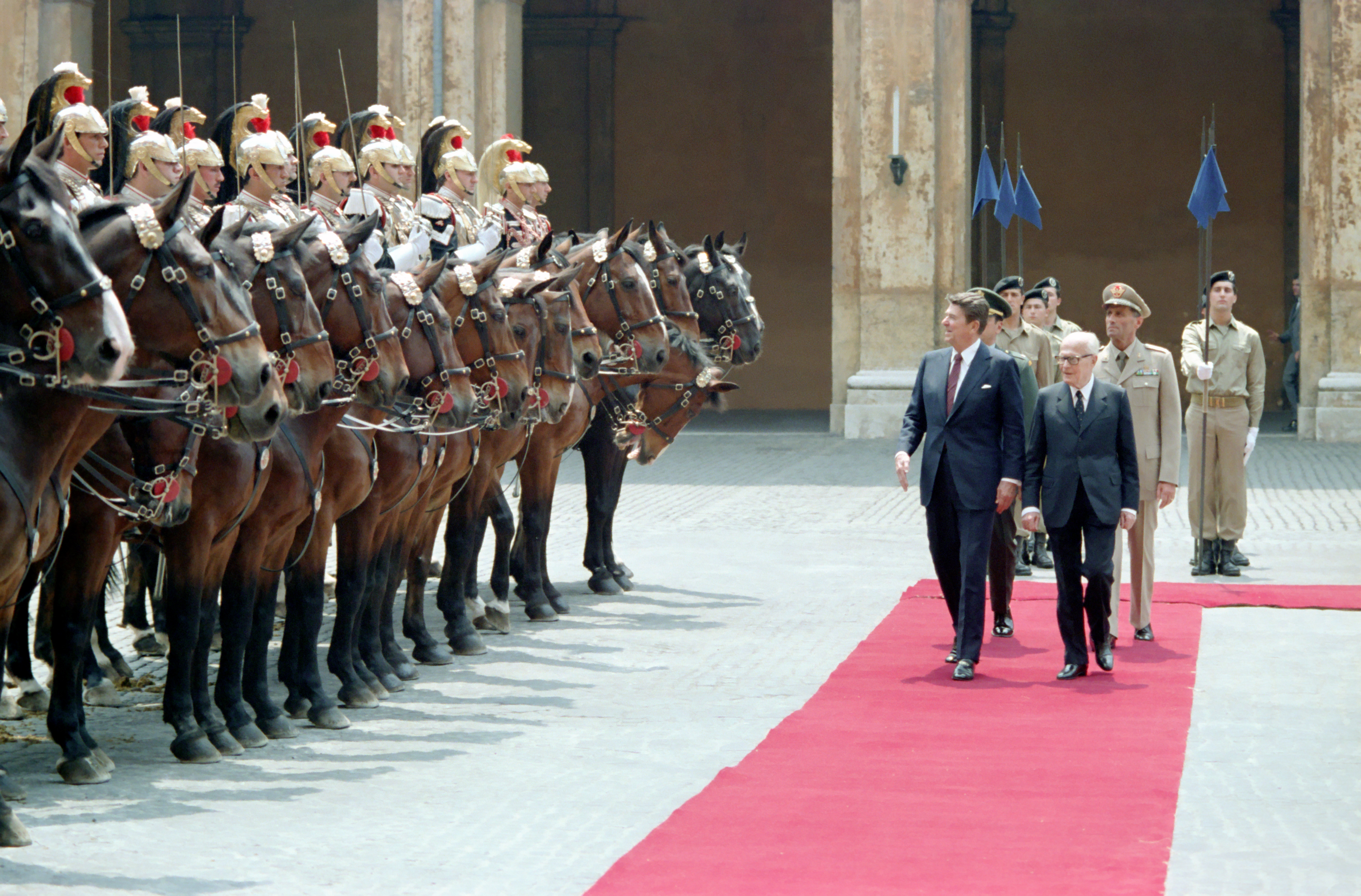
Corazzieri a cavallo in uniforme di gran gala nel cortile d'onore del palazzo durante la visita del presidente degli Stati Uniti d'America Ronald Reagan.

Poco prima della fine della guerra, nacque un dibattito su come utilizzare il palazzo, dato che sembrava improbabile che continuasse ad essere utilizzato come Palazzo Reale o come residenza del Presidente della Repubblica. Alcuni studiosi avanzarono l'ipotesi di utilizzarlo come Museo Nazionale. In particolare Emilio Lavagnino, assieme ad Aldo De' Rinaldis e Federico Zeri, nel corso del 1945-1946, elaborò una proposta per convertire il palazzo in modo simile a quanto accaduto con il Louvre e l'Ermitage. In seguito tuttavia il Quirinale venne scelto come palazzo del Presidente della Repubblica e tale proposta non ebbe seguito.
I primi due presidenti della Repubblica Italiana, Enrico De Nicola e Luigi Einaudi, non vissero comunque al Quirinale. Giovanni Gronchi fu il primo presidente che visse nel palazzo seguito da Antonio Segni, Giuseppe Saragat e Giovanni Leone, tutti con le rispettive famiglie. Sandro Pertini e Francesco Cossiga invece utilizzarono il Quirinale come ufficio, ma non vi pernottarono mai, continuando a vivere rispettivamente Pertini vicino alla Fontana di Trevi, Cossiga in via Quirino Visconti. Oscar Luigi Scalfaro vi si trasferì, anche se continuò a usare la sua abitazione nel Quartiere Aurelio; vi si trasferirono i suoi tre successori: Carlo Azeglio Ciampi, Giorgio Napolitano, con le rispettive famiglie, e Sergio Mattarella.
Gli interventi avvenuti nel Quirinale negli ultimi decenni si sono limitati al recupero e alla conservazione dell'immenso patrimonio artistico del palazzo. In particolare, degni di nota sono stati i restauri, avvenuti durante le presidenze Ciampi e Napolitano, che hanno interessato l'ala che dà su piazza del Quirinale e che hanno visto riaffiorare le decorazioni seicentesche deturpate dagli interventi dei primi anni del XIX secolo, opera degli architetti napoleonici (in particolare nella Sala Gialla e nella sala di Augusto). L'intervento più appariscente, però, è stato il restauro delle facciate, che ha riportato il palazzo all'originale colore travertino, in sostituzione dell'ocra di epoca sabauda. L'originalità del colore travertino fu attestata attraverso lo studio dei quadri dei grandi vedutisti del XVIII secolo (come Pannini o Gaspare Vanvitelli), nonché con indagini scientifiche dei successivi strati di intonaco.
Nel dicembre 2021 una collaborazione tra la Presidenza della Repubblica e Google Arts and Culture ha reso possibile la visita virtuale del palazzo.

## Descrizione

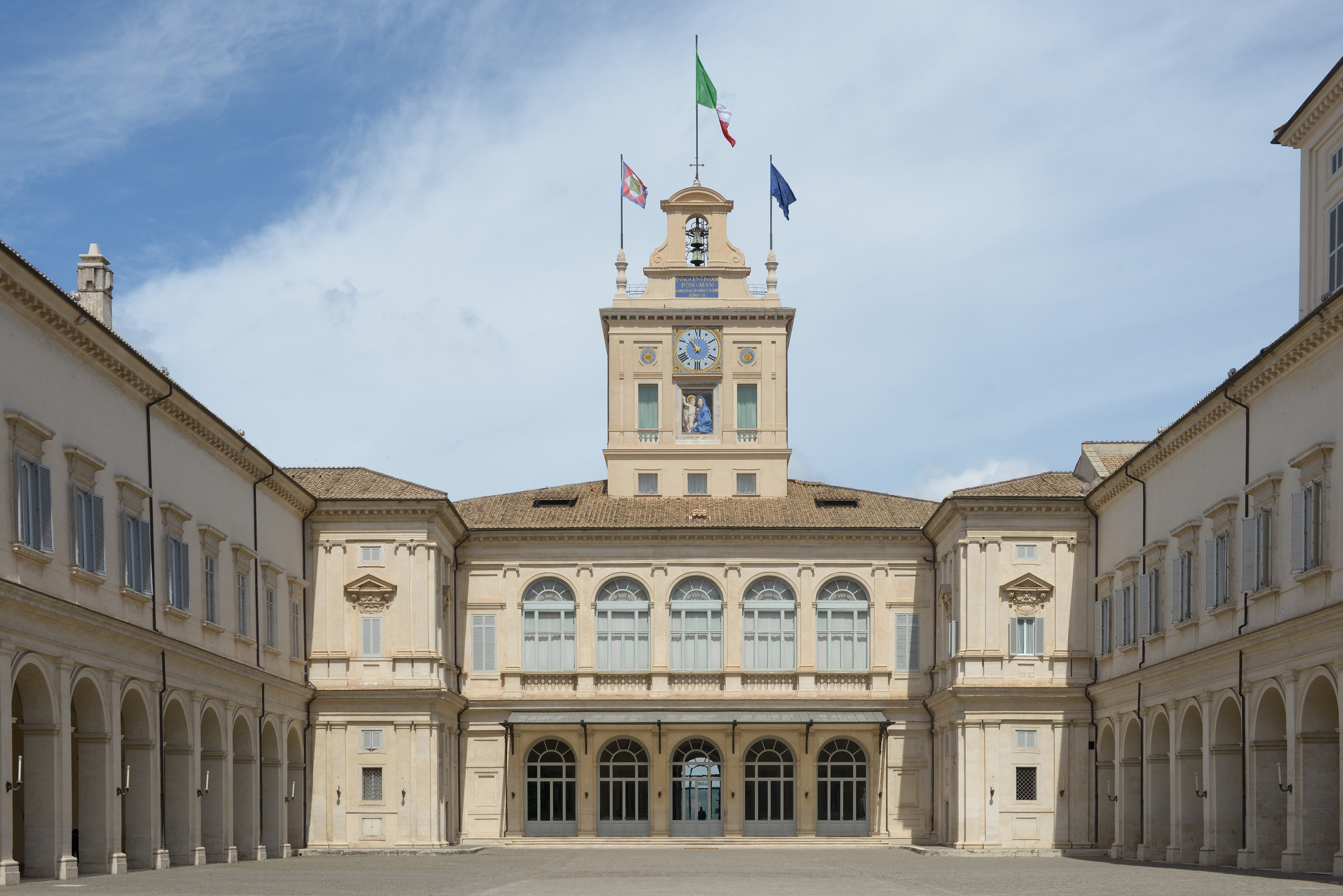
Il cortile d'onore del palazzo con la torre dei Venti.

Il palazzo è composto dal corpo centrale, che si sviluppa attorno al maestoso cortile d'onore, con le più belle sale del complesso che fungono da ambienti di rappresentanza della presidenza della Repubblica, mentre gli uffici e gli appartamenti del capo dello Stato sono ospitati negli edifici al fondo della cosiddetta Manica Lunga, sul lato lungo di via del Quirinale, all'inizio della quale si trovano gli sfarzosi appartamenti imperiali, che vennero appositamente sistemati, decorati e ammobiliati per due visite del Kaiser Guglielmo II (nel 1888 e nel 1893) e che oggi ospitano i monarchi o i capi di Stato stranieri in visita al presidente della Repubblica. Il palazzo conta 1200 stanze.

### Piano nobile

#### Scalone d'onore

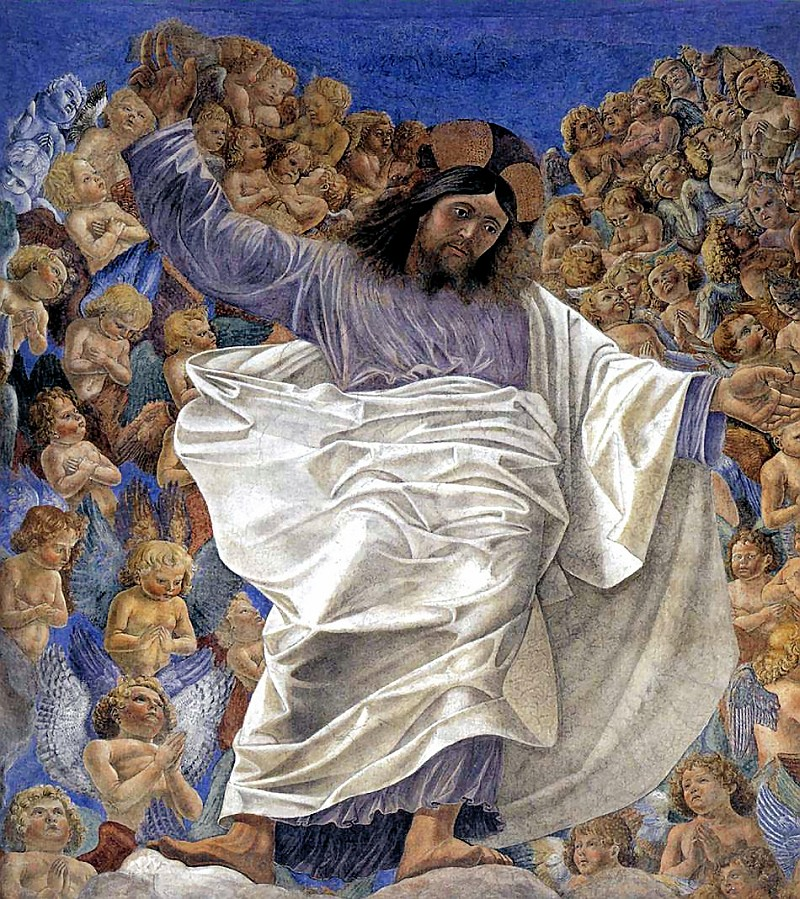
Melozzo da Forlì, Cristo benedicente.

Fu costruito dall'architetto Flaminio Ponzio su commissione di papa Paolo V. Di proporzioni monumentali, è costruito su un sistema a doppia rampa, interrotta da un ampio pianerottolo affacciato sul giardino. Dalle due rampe successive al pianerottolo si accede, da un lato all'Anticamera del salone delle Feste, dall'altro al salone dei Corazzieri.
Lo scalone d'onore è dominato da un affresco di Melozzo da Forlì, un Cristo in gloria, o Cristo benedicente, che faceva originariamente parte della decorazione absidale della chiesa dei Santi Apostoli, sempre in Roma, totalmente ristrutturata nel Settecento da Carlo Stefano Fontana, la stessa dalla quale provengono i famosissimi angeli musicanti di Melozzo, ora nei Musei Vaticani. L'affresco è collocato sopra al primo pianerottolo, sul muro del lato verso il cortile d'onore, in modo da essere più visibile per chi esce dal palazzo che per chi entra: l'effetto desiderato era quello di ricordare un'ultima volta all'ospite, mentre stava andandosene, di avere ricevuto la benedizione papale e, quindi, fungeva da congedo beneaugurante. Una lapide latina, infine, murata sotto l'affresco, ricorda il primato di Melozzo nella prospettiva; l'insieme è circondato dai simboli araldici di papa Clemente XI Albani.
Nel pianerottolo sono presenti anche altri affreschi ottocenteschi dei pittori Annibale Brugnoli e Davide Natali raffiguranti una Scena con putti e uccelli e una Scena con putti danzanti e musicanti, facenti parte di un ciclo unico che comprende anche le decorazioni della successiva anticamera del Salone delle Feste.

#### Salone dei Corazzieri

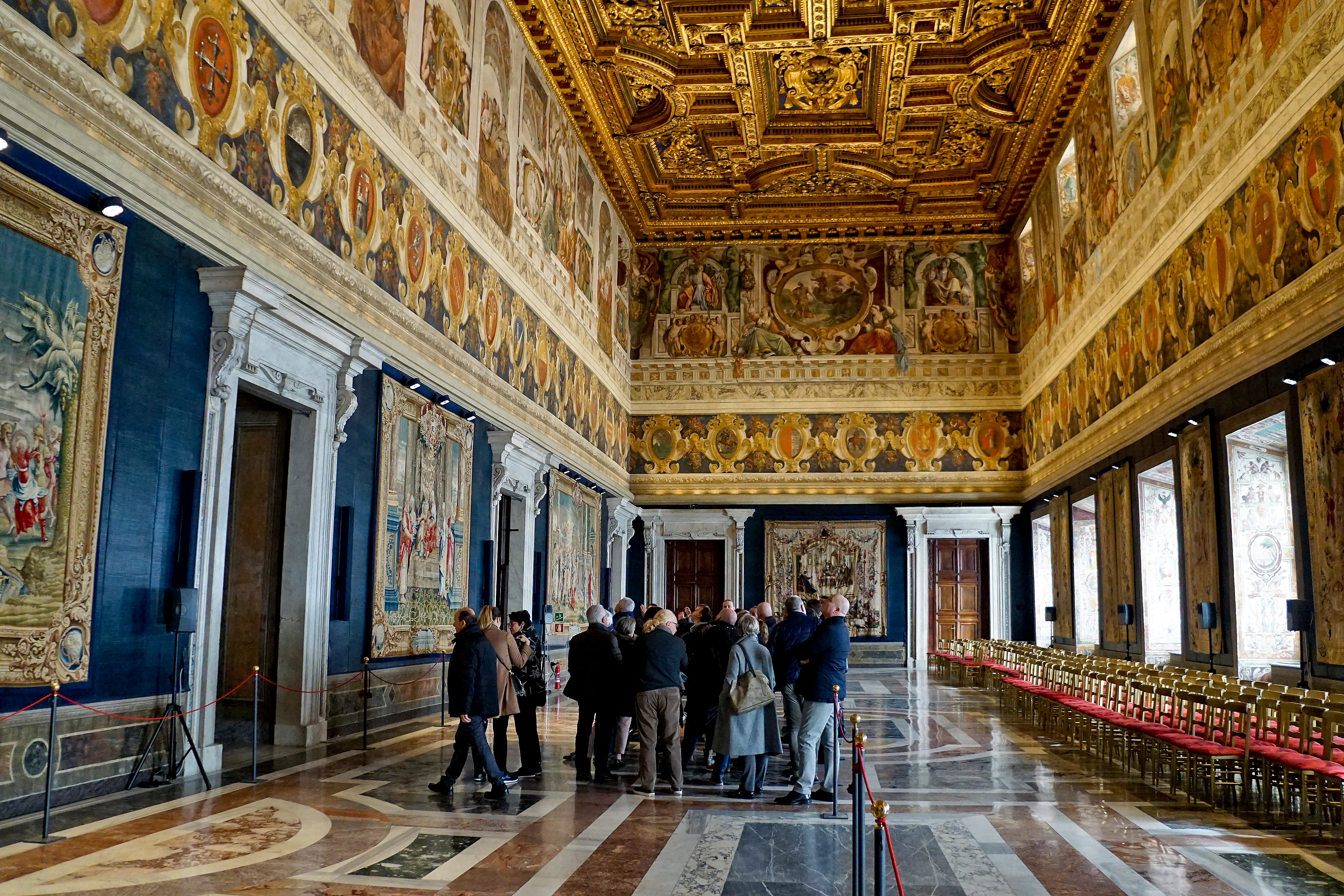
La sala dei Corazzieri.

Con i suoi 37 metri di lunghezza, 12 di larghezza e 19 di altezza, è il primo ambiente che si trova saliti dallo Scalone ed è dedicato alla rivista del reparto dei Corazzieri in occasione delle più importanti cerimonie. Nel salone, progettato come sala del trono pontificio, hanno luogo anche molte altre attività del presidente della Repubblica, soprattutto pubbliche udienze e premiazioni ufficiali.
La sala fu costruita da Paolo V su progetto di Carlo Maderno nei primi anni del XVII secolo. Di quell'epoca si conservano ancora il prezioso soffitto a cassettoni e la pavimentazione marmorea riproducente lo stesso disegno geometrico del soffitto, mentre il grande fregio in affresco nella parte superiore delle pareti fu realizzato nel 1616 dai pittori Agostino Tassi, Giovanni Lanfranco e Carlo Saraceni. Della stessa epoca le grottesche degli sguinci delle finestre di Annibale Duranti. Sotto il fregio, Gaetano Lodi nel 1872 dipinse gli stemmi dei principali comuni d'Italia. Del Seicento è anche il portale doppio che introduce alla cappella Paolina. Il salone è impreziosito anche da una serie di arazzi settecenteschi, quattro di scuola francese, gli altri tessuti a Napoli.

#### Cappella Paolina

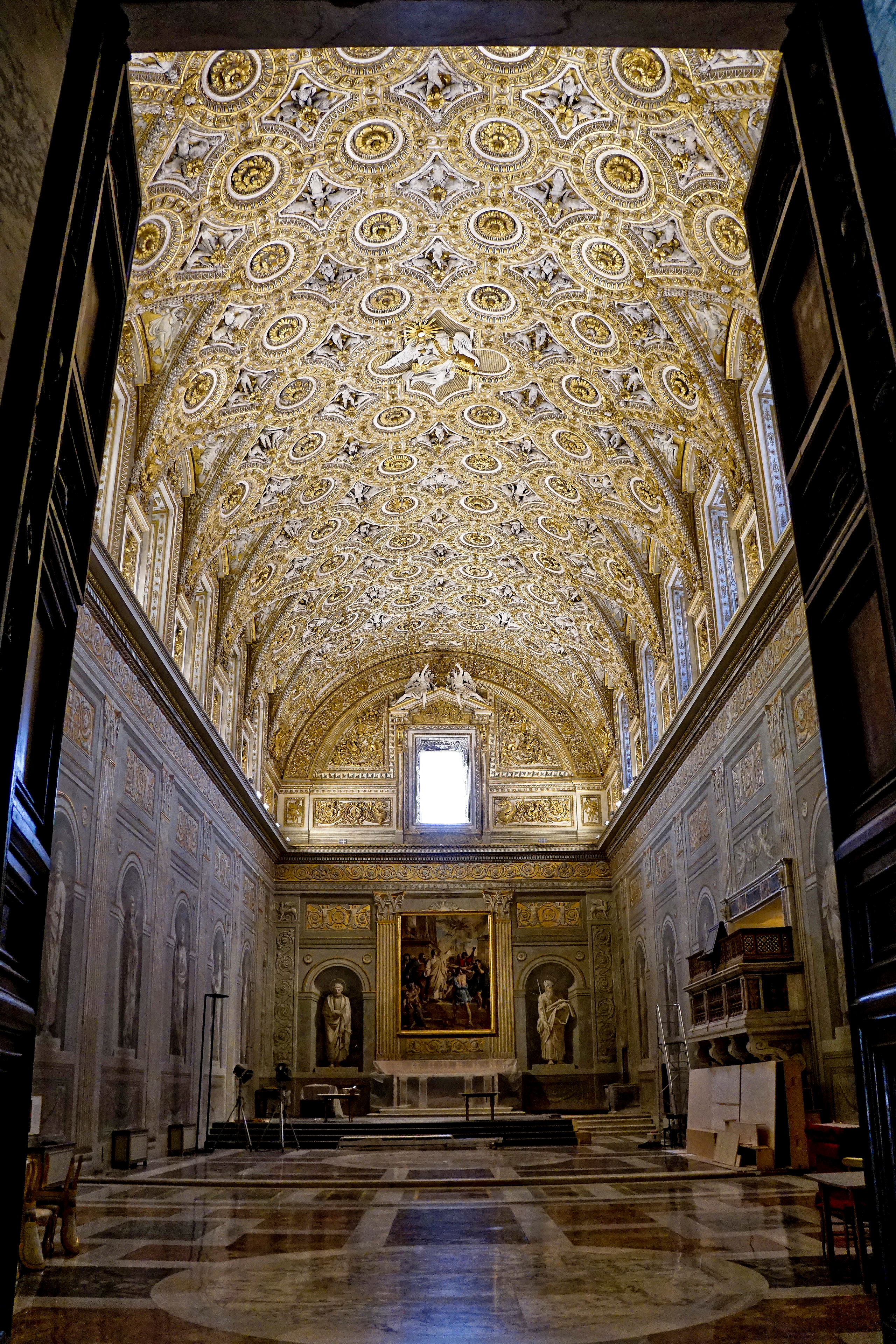
Interno della Cappella Paolina.

L'ambiente ha le stesse caratteristiche architettoniche e proporzionali della Cappella Sistina in Vaticano, con un grande vano voltato di circa 42 metri in lunghezza, 13 in larghezza e 20 in altezza. Questo ambiente fu costruito da Carlo Maderno su ordine di Paolo V Borghese. Le dimensioni non sono casuali, tanto che qui si tennero addirittura alcuni conclavi. Tuttora, in occasione delle feste di Natale e di Pasqua, viene celebrata la messa alla presenza del presidente della Repubblica. In questo ambiente furono celebrate, nel 1930, le nozze tra Umberto II e la principessa Maria José del Belgio.
La volta fu ornata nel 1616 da un ricchissimo rivestimento in stucco bianco e dorato, realizzato da Martino Ferrabosco. Nel 1818 papa Pio VII fece decorare le pareti della cappella con affreschi monocromi consistenti in lesene scanalate e nicchie ospitanti le figure di Apostoli e degli Evangelisti. Sull'altare un arazzo francese del XIX secolo raffigurante L'ultima predica di santo Stefano.
La Cappella, tuttora consacrata, afferisce alla giurisdizione canonica della Diocesi di Roma per tramite della Parrocchia territorialmente competente , e nelle Solennità il Cardinale Vicario presiede la Celebrazione della Messa.

#### Prima Sala di Rappresentanza
Edificata da Carlo Maderno all'inizio del Seicento, si affaccia sul cortile interno e originariamente faceva parte dell'appartamento di papa Paolo V, fungendone da salotto. Nel 1616, Agostino Tassi decorò il fregio con Scene della vita di san Paolo e con stemmi della famiglia Borghese. Gli altri medaglioni con figure allegoriche risalgono all'epoca napoleonica, mentre l'affresco della volta fu realizzato nel 1906 da Alessandro Palombi ed Ernesto Ballarini e riproduce i Frutti della pace.
Le pareti sono ornate da grandi arazzi con le Storie di Don Chisciotte tessuti dalla Manifattura Reale di Napoli fra il 1757 e il 1779. Vi è anche un grande quadro di Francesco Mancini, intitolato La Castità punisce Amore. L'orologio, della metà del Settecento, recante la firma del grande ebanista Jean-Pierre Latz e proveniente dalla Villa Ducale di Colorno completa gli arredi col piccolo stipo in ebano mirabile esempio di artigianato veneziano del XVI secolo.

#### Sala delle Logge
In questa sala, degna di nota è la decorazione del fregio attribuita a Bernardo Castello, esponente genovese del tardo manierismo, invitato a palazzo da Paolo V Borghese. Sue sarebbero le figure allegoriche della Giustizia e della Temperanza e gli Angeli che sorreggono lo stemma papale di papa Pio IX; quest'ultimo affidò la decorazione della parte restante della volta ad Annibale Angelini che, ispirandosi agli affreschi cinquecenteschi della Sala Regia in Vaticano, realizzò attorno al precedente affresco del Castello un finto loggiato dal quale si affacciano guardie svizzere.
Inoltre, qui si conservano cinque affreschi strappati provenienti da un'altra sala del Palazzo commissionati da papa Urbano VIII Barberini a Marco Tullio Montagna e Simone Lagi per celebrare i luoghi legati ad alcuni tra gli interventi architettonici del suo pontificato, cioè Orvieto, il Pantheon, Castel Sant'Angelo, il porto di Civitavecchia e la chiesa di San Caio.

#### Sala Gialla
Questa sala, assieme alle due seguenti, formava un unico ambiente che fu suddiviso in epoca napoleonica. Con l'occasione, furono murate tutte le finestre verso il cortile e distrutta gran parte degli affreschi seicenteschi di Pietro da Cortona, con l'eccezione di alcune scene bibliche, tratte dall'Antico Testamento, nella parte alta delle pareti. Gli elementi ornamentali frapposti alle scene bibliche risalgono al periodo di Pio IX. Di epoca napoleonica il camino del 1812. È attualmente in fase di restauro.
Ricchissimi gli arredi, tra cui quattro splendidi arazzi francesi, tre grandi consolles ottocentesche e tre vasi in porcellana del XVIII secolo.

#### Sala di Augusto
Fino a metà del ‘900 l'ambiente era indicato come Sala del trono, perché papa Pio IX prima e i Re d'Italia dopo avevano destinato la stanza a quest'uso.
In questo ambiente, nel 2005 furono recuperate sia le decorazioni dell'epoca di papa Alessandro VII (in realtà solo parzialmente), sia le cinque finestre che danno sul cortile interno. In alto continua la serie di scene dell'Antico Testamento incominciata nella Sala gialla, mentre il soffitto, che mantiene il disegno originale seicentesco con cassettoni a forma di croce greca, fu ridecorato l'ultima volta nel 1864.
Tra i ricchissimi arredi della sala, da menzionare la pendola da mensola del maestro orologiaio parigino Denis Masson, risalente alla prima metà del Settecento.

#### Sala degli Ambasciatori
Adibita ad ambiente di ricevimento del corpo diplomatico accreditato in occasione di visite ufficiali di Capi di Stato esteri in Italia, è stata restaurata nel 2001, senza subire, però, gli stessi stravolgimenti e ricostruzione della precedente.
Ha qui termine il ciclo di dipinti a contenuto biblico di Pietro da Cortona cominciato nella Sala gialla, accompagnati da affreschi più "laici" dell'Ottocento, raffiguranti le Virtù ed eseguiti tra il 1823 e il 1864 da Francesco Manno, Luigi Cochetti e Tommaso Minardi.

#### Scala del Mascherino

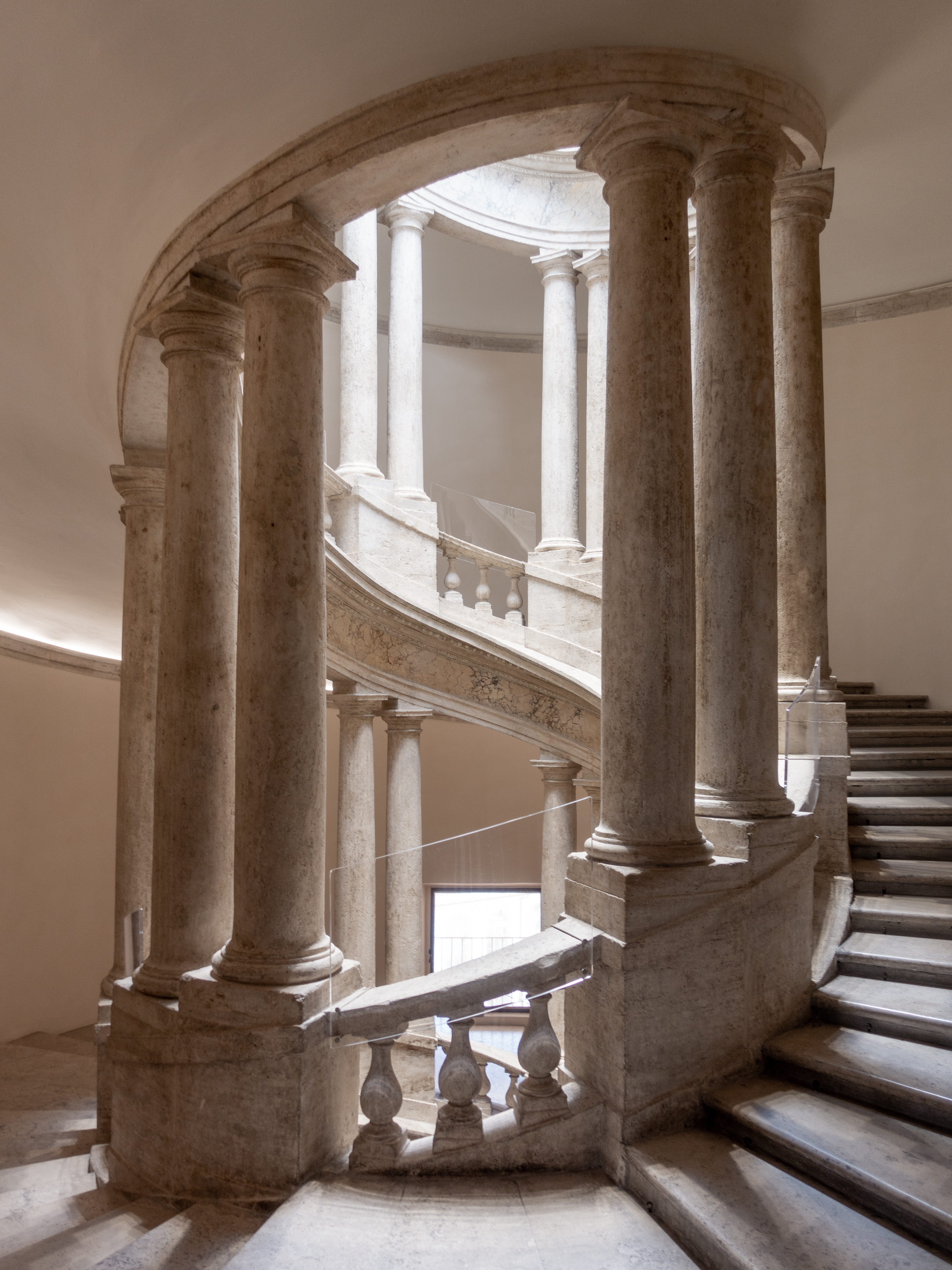
La scala del Mascherino.

Celebre scala elicoidale edificata tra il 1583 e il 1584 su progetto di Ottaviano Mascherino, è caratterizzata da coppie di colonne in travertino che accompagnano l'andamento delle rampe a pianta ellittica. È coronata da un lucernario, ellittico anch'esso. Era la scala d'accesso al nucleo più antico del Palazzo e conduceva agli appartamenti dei pontefici, ai quali si poteva accedere direttamente a cavallo data la bassa ripidità dei gradoni della scalinata.

#### Loggia d'onore
È l'ambiente che si affaccia sul cortile d'onore, illuminato dai grandi finestroni posti sotto il torrino. Ospita le conferenze stampa delle personalità politiche consultate per la formazione degli esecutivi. Qui il Presidente del Consiglio in pectore annuncia l'accettazione dell'incarico e talvolta rende pubblico l'elenco dei Ministri.
Decorata da grandi lesene con capitelli ionici dorati e da una decorazione pittorica che ricopre l'intera volta, eseguita nel 1908 da Ernesto Ballarini e Alessandro Palombi. Le colonne che ornano la sala provengono dall'iconostasi della Cappella Paolina.
Sopra la loggia si trova il torrino, costruito per ordine di Gregorio XIII. All'esterno è possibile vedere l'orologio del 1626, col quadrante diviso in sei ore. All'interno, una suggestiva sala da pranzo per gli incontri ufficiali più riservati, offre una splendida vista sulla Capitale.

#### Sala del Bronzino
Questa sala, che deve il suo nome agli arazzi cinquecenteschi tessuti su disegni di Agnolo Bronzino, funge oggi da luogo di primo incontro tra il presidente della Repubblica e i Capi di Stato ospiti provenienti dall'attigua Loggia d'onore.
I suddetti arazzi, dedicati alla storia biblica di Giuseppe, fanno parte della serie voluta da Cosimo I de' Medici nel 1546 per Palazzo Vecchio a Firenze, dove ancora si trovano i rimanenti non prelevati dai Savoia. Sulla volta, domina l'affresco de l'Allegoria dell'Italia di Alessandro Palombi ed Ernesto Ballarini dei primi del Novecento. L'ambiente fu nuovamente rinnovato nei pavimenti e negli arredi in occasione della visita di Adolf Hitler nel 1938: con questa occasione furono posti alcuni busti di personaggi dell'antica Roma di fattura moderna tranne che per uno databile al I secolo.

#### Studio del Presidente della Repubblica

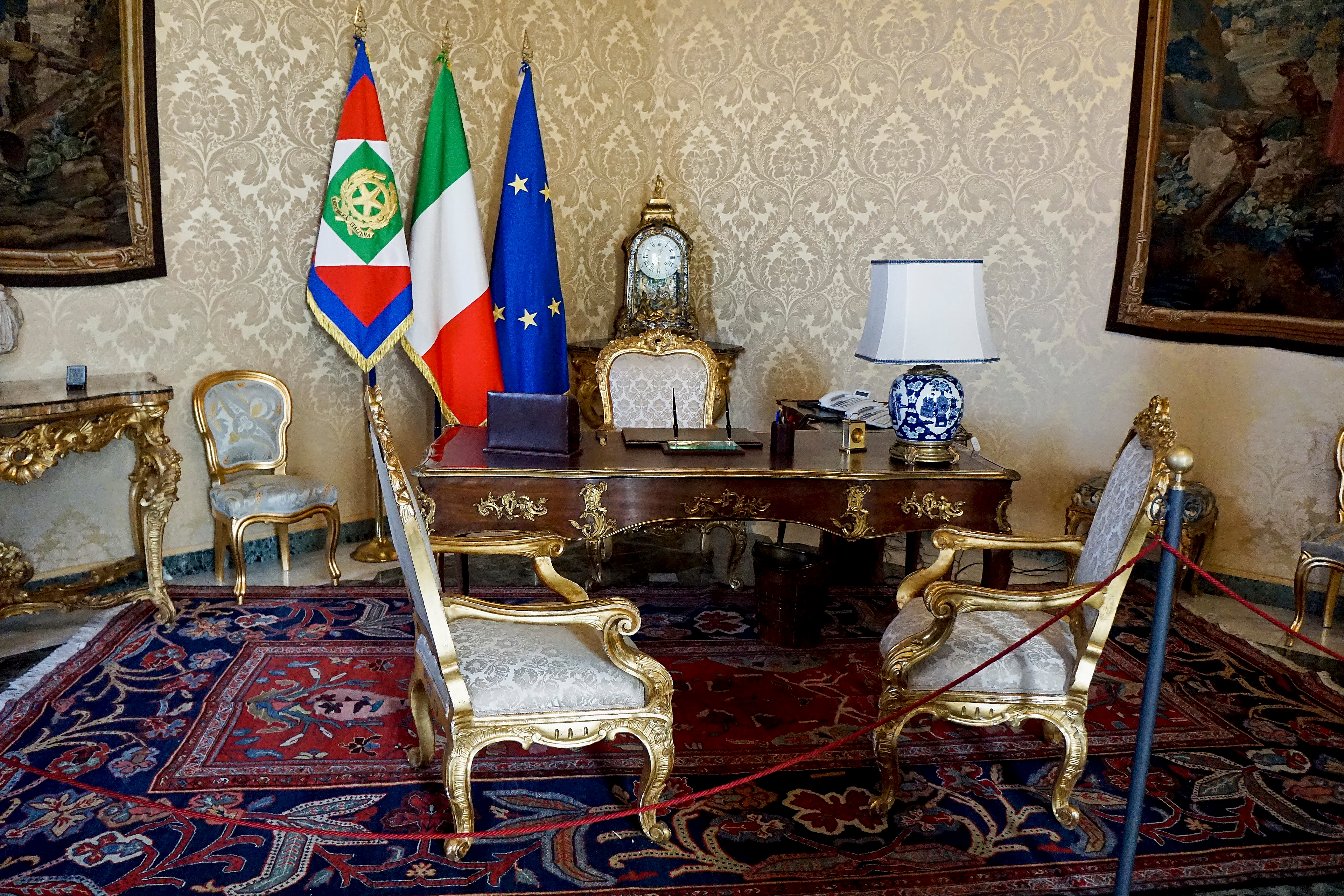
L'ufficio di alta rappresentanza del Presidente.

È uno dei due studi del Presidente assieme a quello che si trova nella Palazzina del Fuga; questo infatti è l'ufficio di alta rappresentanza, dove il presidente della Repubblica tiene gli incontri ufficiali con i Capi di Stato e con i segretari di partito durante le consultazioni per la formazione del Governo.
In origine questa stanza era la camera da letto estiva dei pontefici.
Tra gli arredi è degna di menzione la scrivania francese del 1750 proveniente dalla Reggia di Colorno (PR), ossia dal Castello di Torrechiara, mentre il dipinto dietro la scrivania, della seconda metà del Seicento, è del Borgognone.

#### Sala degli Arazzi di Lille

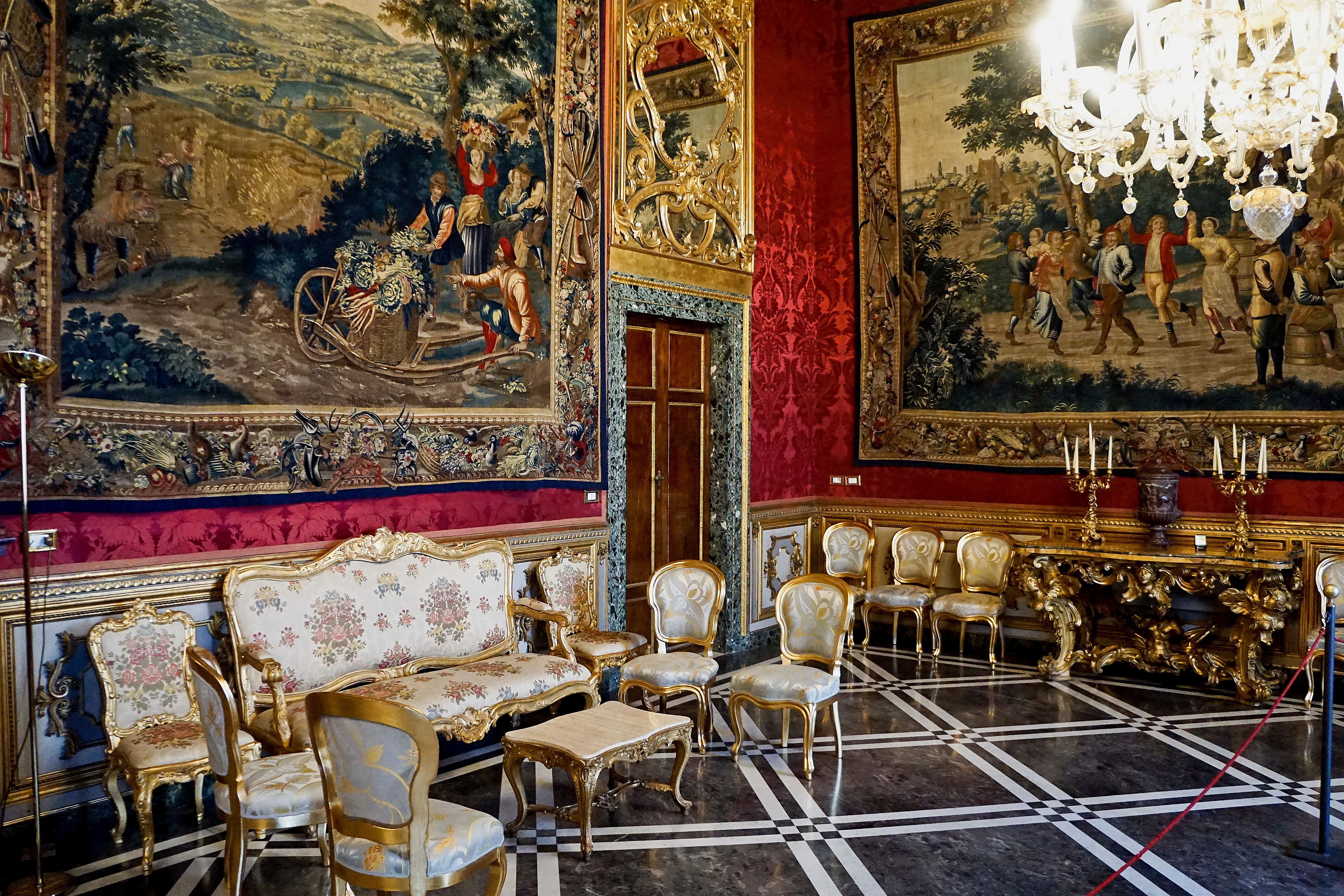
Sala degli arazzi di Lille

Il nome di questa sala deriva dai cinque arazzi settecenteschi realizzati dalla manifattura reale di Lilla in Francia tra il 1715 e il 1720 (alcuni su modelli tratti da opere del pittore fiammingo David II Teniers, altri recano la firma dell'arazziere fiammingo Guillaume Weniers), con idilliaci episodi di vita agreste su sfondi paesistici. La sala oggi è utilizzata per le riunioni del Consiglio supremo di difesa, convocato almeno due volte all'anno dal presidente della Repubblica e le presentazioni dei nuovi Ambasciatori accreditati presso il Quirinale, prima del colloquio con il Capo dello Stato nello Studio alla Vetrata.
Quando il Quirinale era ancora una semplice villa, la cosiddetta Villa Gregoriana, questo ambiente fungeva da ampia anticamera che dava accesso alle stanze private del pontefice. In età napoleonica la sala fu divisa in due ambienti per ricavarne la stanza da letto dell'imperatore, per la quale fu eseguito da Jean-Auguste-Dominique Ingres il dipinto Il Sogno di Ossian, e un bagno. Rientrato in Quirinale Pio VII Chiaramonti fece ripristinare l'assetto precedente della sala e la fece decorare con soggetti religiosi. Alla fine dell'Ottocento la sala fu destinata a stanza da letto della regina Margherita, moglie di Umberto I. All'inizio del '900 divenne il salotto dei nuovi appartamenti imperiali e sulla volta furono inserite cinque tele del tardo Seicento che raffigurano scene mitologiche e divinità del mondo greco. Il caminetto, in porfido, è opera di Carlo Albacini, mentre le specchiere con cornici dorate e i fregi sopra le porte risalgono alla fine del XIX secolo. Il mobilio risale per lo più alla prima metà del Settecento, mentre il grande tappeto di Herat risale all'inizio dell'Ottocento.

#### Biblioteca del Piffetti

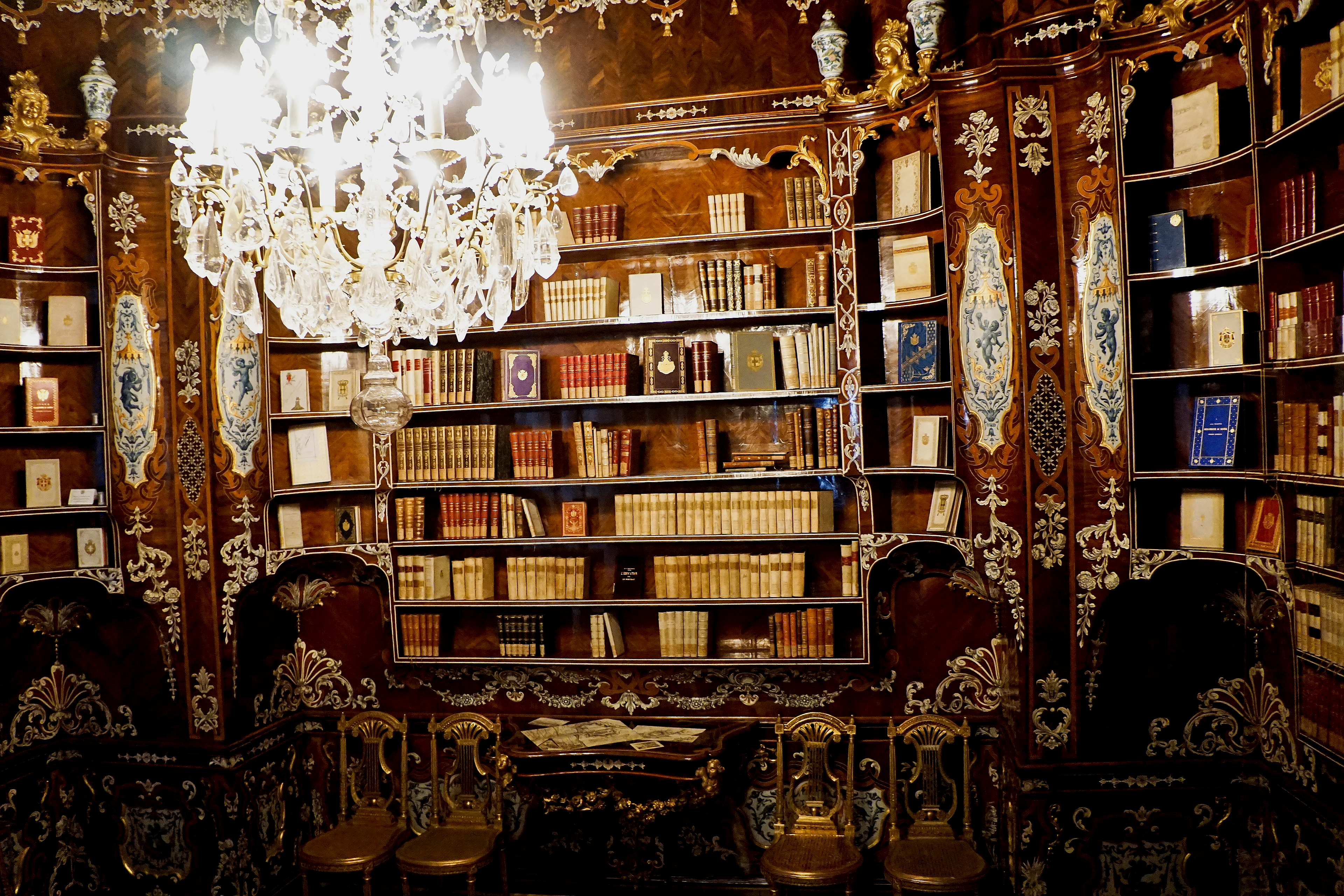
Libreria nella biblioteca del Piffetti

La piccola sala deve il nome alla grandiosa e preziosissima libreria costruita, in origine, all'incirca alla metà del Settecento, per la villa della Regina Anna d'Orléans nei pressi di Torino dall'ebanista piemontese Pietro Piffetti. Per volontà di re Umberto I e della regina Margherita il capolavoro del Piffetti fu trasportato al palazzo del Quirinale, dove si può tuttora ammirare. La struttura in pioppo è rivestita da un'impiallacciatura con intarsi in palissandro, bosso, tasso e ulivo e ornati in avorio.

#### Sala dello Zodiaco

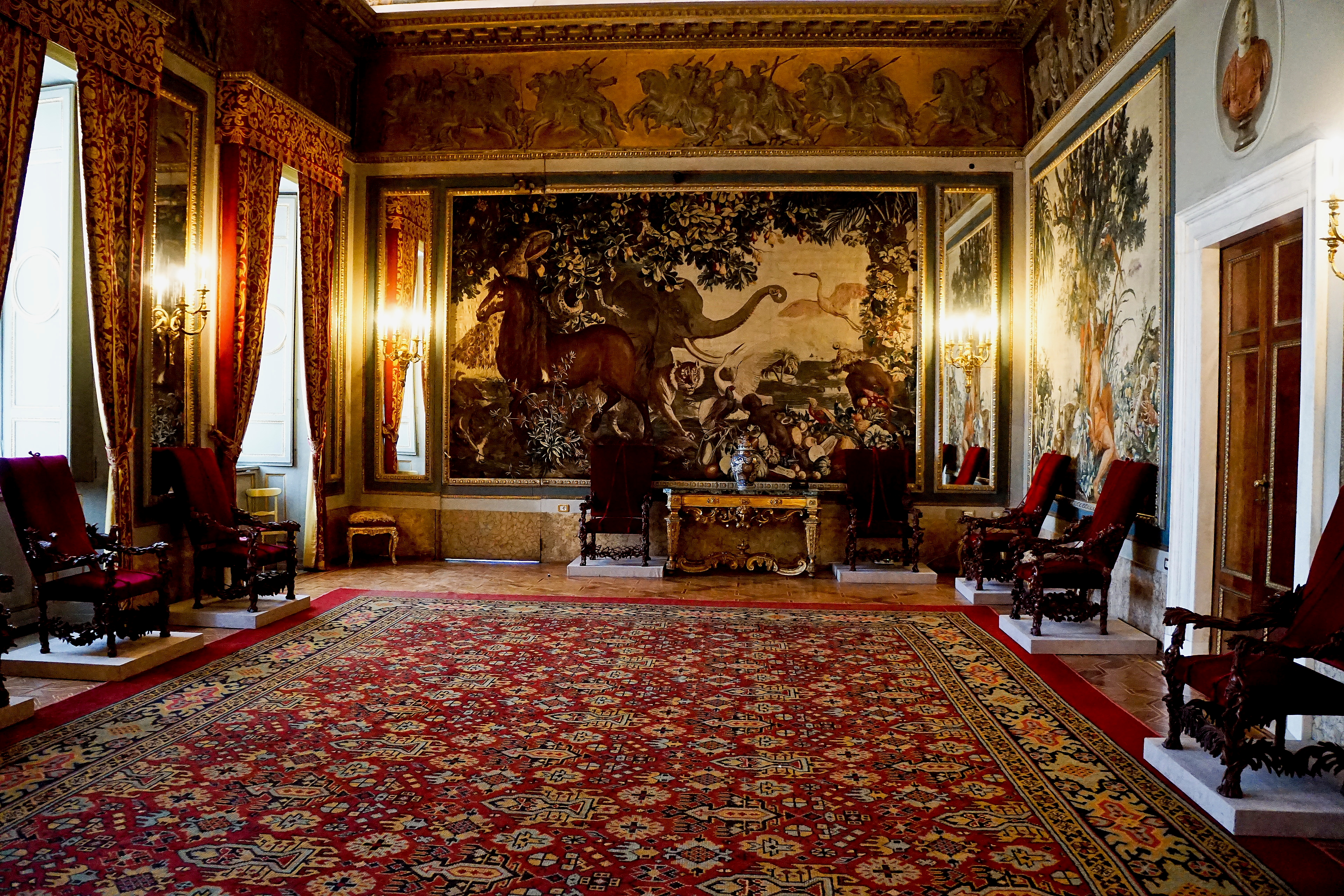
La sala dello Zodiaco

La sala fu creata durante il periodo napoleonico, da due precedenti stanze risalenti all'epoca di papa Paolo V, per ricavare un grande salone dell'Imperatore (o sala dei Ministri). A quell'epoca risale il fregio a bassorilievo in stucco di Carlo Finelli, del 1812 raffigurante il trionfo di Giulio Cesare. L'ambiente divenne in epoca sabauda la sala da pranzo giornaliera della famiglia reale. La volta fu decorata nel 1888 da Annibale Brugnòli con una allegoria dell'Aurora, nelle lunette i segni zodiacali. Alle pareti cinque arazzi settecenteschi della serie delle Nuove Indie realizzati nel 1771 - 1786 dalla manifattura francese Gobelins donati nel 1786 da Luigi XVI di Francia all'arciduca Ferdinando d'Austria e alla moglie Maria Beatrice d'Este. L'arredo è completato da dodici poltrone di Andrea Brustolon degli inizi del XVIII secolo. Lo scultore veneto intagliò sui braccioli i segni zodiacali per ciascun mese dell'anno.

#### Cappella dell'Annunziata
È la cappella privata del palazzo, ricchissimo ambiente costituito da una piccola navata ellittica e dal presbiterio. Il progetto decorativo si deve al maestro bolognese Guido Reni, esecutore dello splendido ciclo di affreschi assieme a Francesco Albani, Antonio Carracci, Giovanni Lanfranco, Alessandro Albini e Tommaso Campana. Gli splendidi stucchi dorati, invece, si devono ad Annibale Corradini e Stefano Fuccaro. Stupenda la pala d'altare, di Guido Reni, che raffigura l'Annunciazione, mentre degno di nota è anche lo splendido pavimento in marmo, recante lo stemma di papa Pio VII.

#### Sala degli Specchi

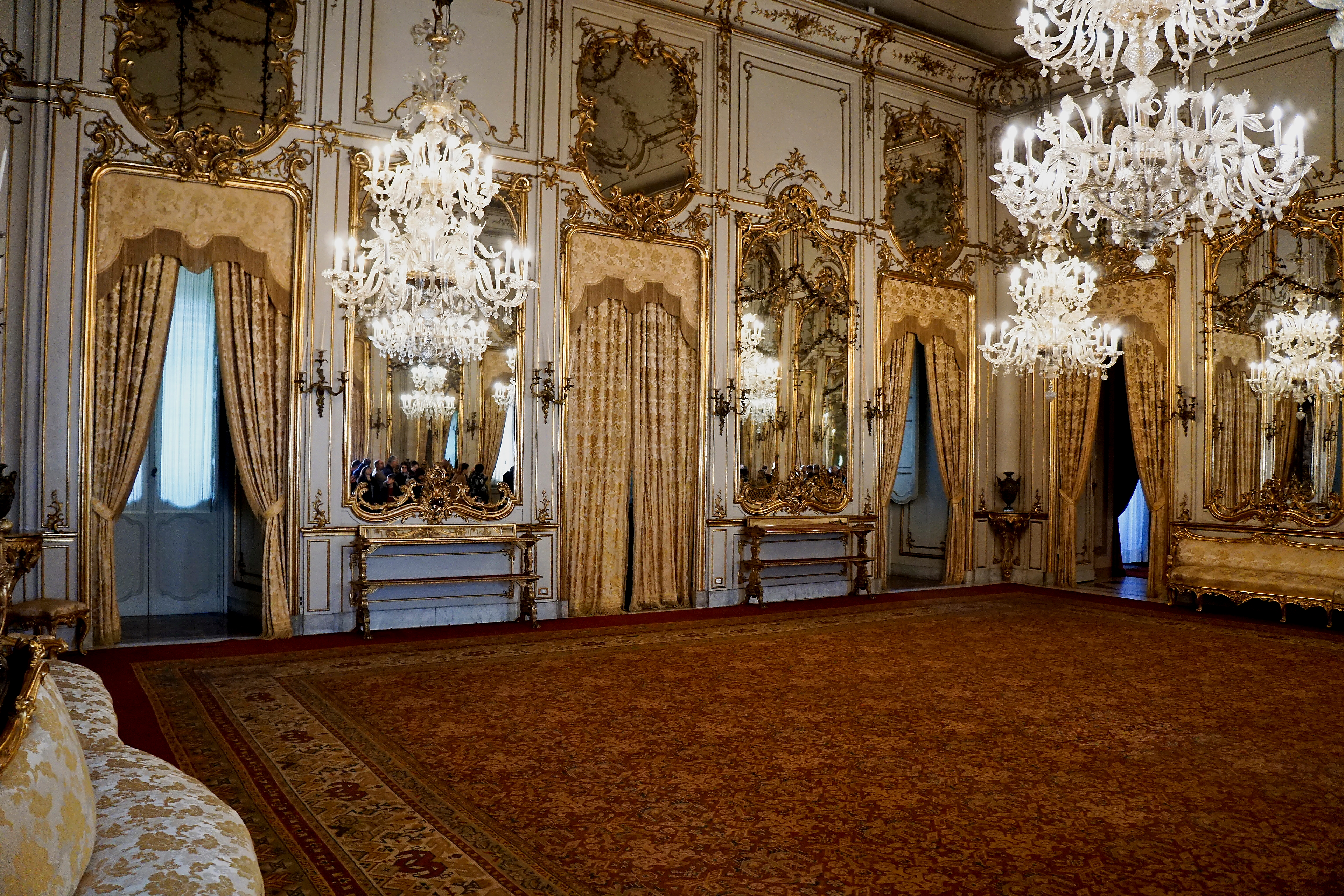
Sala degli specchi

Questa sala ospita alcune udienze del capo dello Stato e il giuramento dei giudici della Corte costituzionale.
L'attuale decorazione si deve esclusivamente al periodo sabaudo, quando la sala fu adibita a sala da pranzo, quindi, quando quest'ala del palazzo ospitava l'appartamento del principe ereditario Umberto II, a sala da ballo. È affrescata da Ignazio Perricci e dal suo allievo Rocco Ferrari.È illuminata da splendidi lampadari di Murano, riflessi nei numerosi specchi delle pareti, e arredata con divani e poltrone rivestiti di preziose tappezzerie in broccato bianco di seta con fiori oro, tanto che l'ambiente è anche definito come Sala Bianca.

#### Salone delle Feste

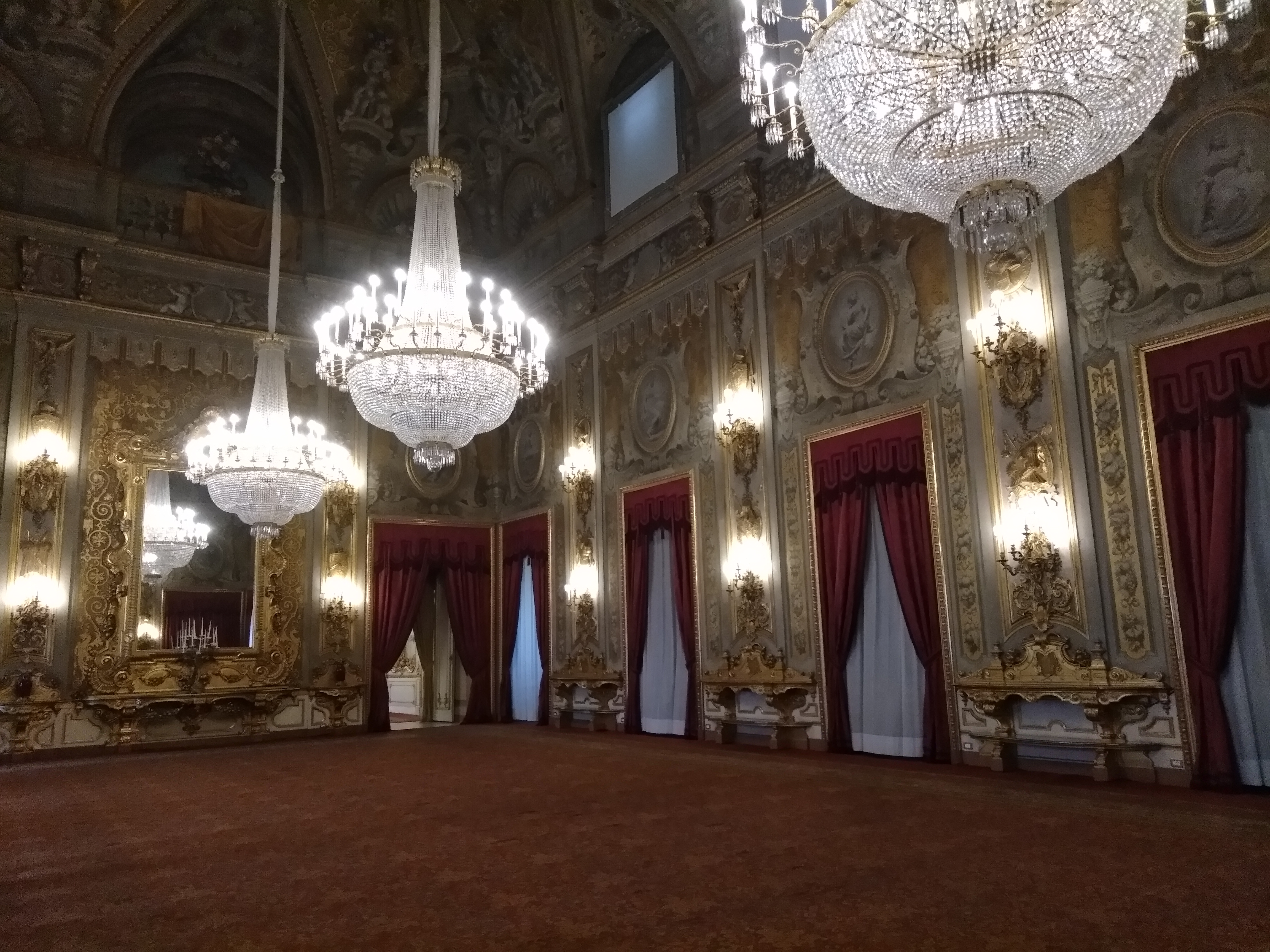
Il salone delle Feste

È l'ambiente più fastoso e solenne del palazzo, qui giura il nuovo Governo e si tengono i pranzi ufficiali.
Dal 1616 questa sala, un tempo Sala Regia, divenne sede dei pubblici concistori. Nel 1873 i Savoia vollero trasformarla in una sfarzosa sala da pranzo e ballo e vi predisposero una nuova elegantissima decorazione eseguita da Girolamo Magnani e Cecrope Barilli. Al centro della volta si può ammirare il Trionfo dell'Italia mentre il resto della sala è completamente ricoperto di elementi architettonici, scultorei e pittorici bianchi o dorati. Nel 1889 fu realizzato sulla parete verso lo Scalone d'onore un nuovo palco stabile per orchestra, destinato ai musicisti. Il pavimento è coperto da quello che è considerato il secondo tappeto più grande del mondo, che si estende per circa 300 m², dopo il tappeto della Gran Moschea dello Sceicco Zayed di Abu Dhabi che misura 5.634 m². In questo grande salone si allestisce la tavola in occasione di importanti Pranzi di Stato con più di 170 persone.

### Manica lunga e appartamenti imperiali
La cosiddetta Manica Lunga costituisce il lato sud del complesso architettonico del Quirinale; fu iniziata durante il pontificato di Sisto V per ospitare le abitazioni di servizio per la Guardia Svizzera. Interventi successivi sulla struttura furono compiuti sotto Urbano VIII e Alessandro VII. Su impulso del pontefice Innocenzo XIII venne affidato a Gian Lorenzo Bernini l’incarico della progettazione, che prevedeva il prolungamento del fabbricato fino al portone che dà accesso ai Giardini, ancora oggi esistente, di fronte alla chiesa di Sant'Andrea al Quirinale. Il completamento avvenne sotto il pontificato di Clemente XII, grazie all'architetto Ferdinando Fuga, e terminava con la palazzina del segretario della cifra.

Per creare nuovi spazi al di sotto, i Savoia decisero la sopraelevazione dell’intero braccio; inoltre il secondo loggiato sul giardino venne parzialmente murato al fine di dotare l’edificio di un corridoio chiuso che collegasse internamente il palazzo con la Palazzina del Fuga, destinata a residenza privata del re.

Al piano nobile della Manica Lunga si trovano gli Appartamenti Imperiali, un nucleo di sedici stanze che ospitarono in due riprese, nel 1888 e nel 1893, l’Imperatore Guglielmo II di Germania in occasione delle visite al Quirinale.

#### Palazzina del segretario della cifra

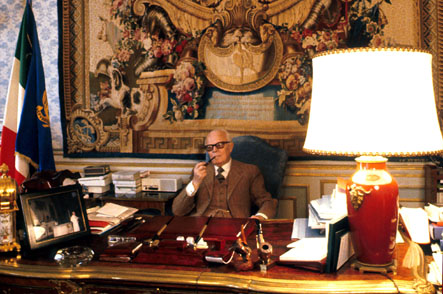
Sandro Pertini nel suo ufficio di lavoro al Quirinale.

La palazzina del segretario della cifra, disegnata dal Fuga, sorge al termine della Manica Lunga del Quirinale. Qui si trova l'appartamento privato del presidente e lo studio che egli utilizza come ufficio quotidiano, luogo di incontro con parlamentari, personalità delle istituzioni e altre persone che hanno udienza al Quirinale. Talvolta vengono qui ricevuti Capi di Stato, con protocollo meno formale.
Da questo studio viene talvolta trasmesso il messaggio di fine anno del presidente della Repubblica.

### Giardini

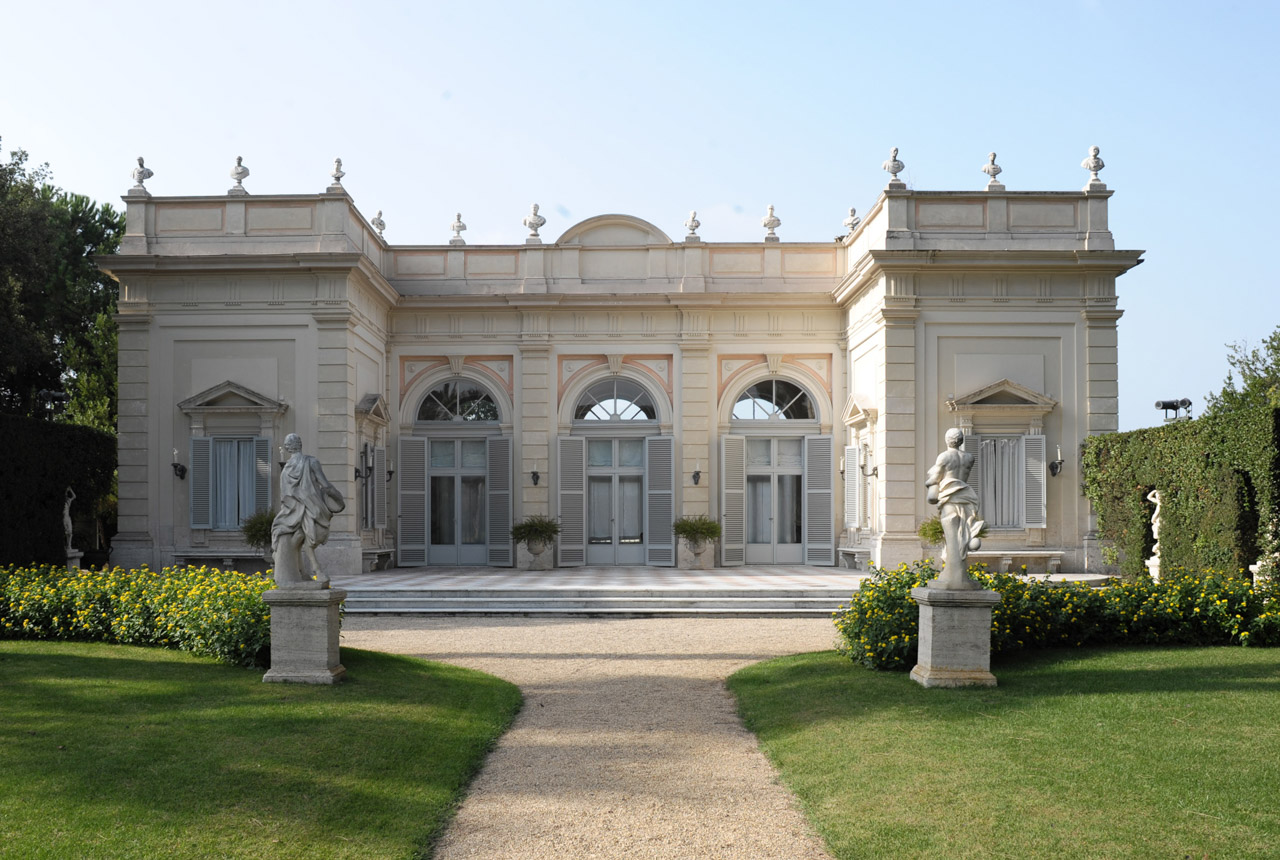
La Coffee House del Quirinale

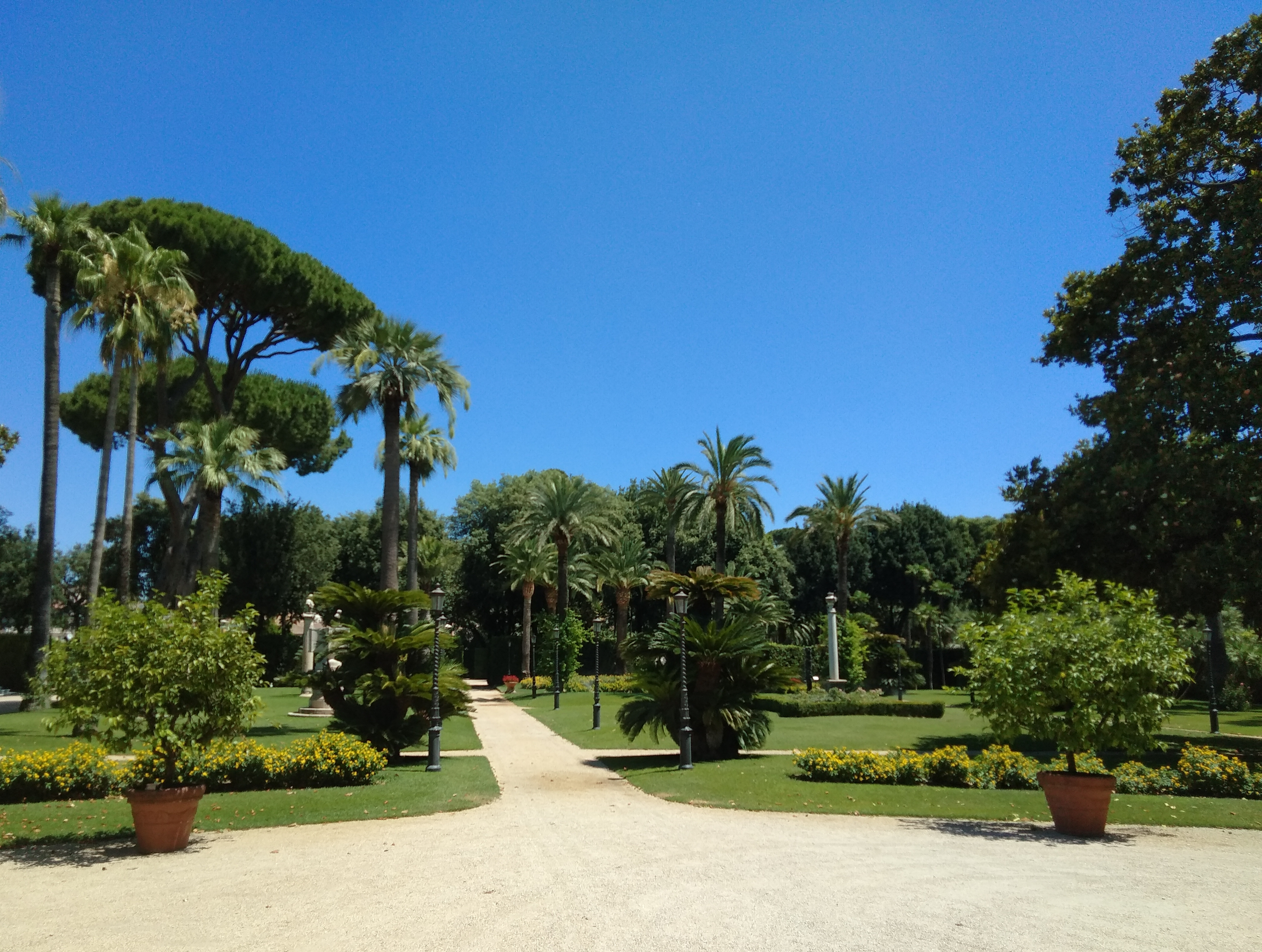
Vista sui giardini del Quirinale

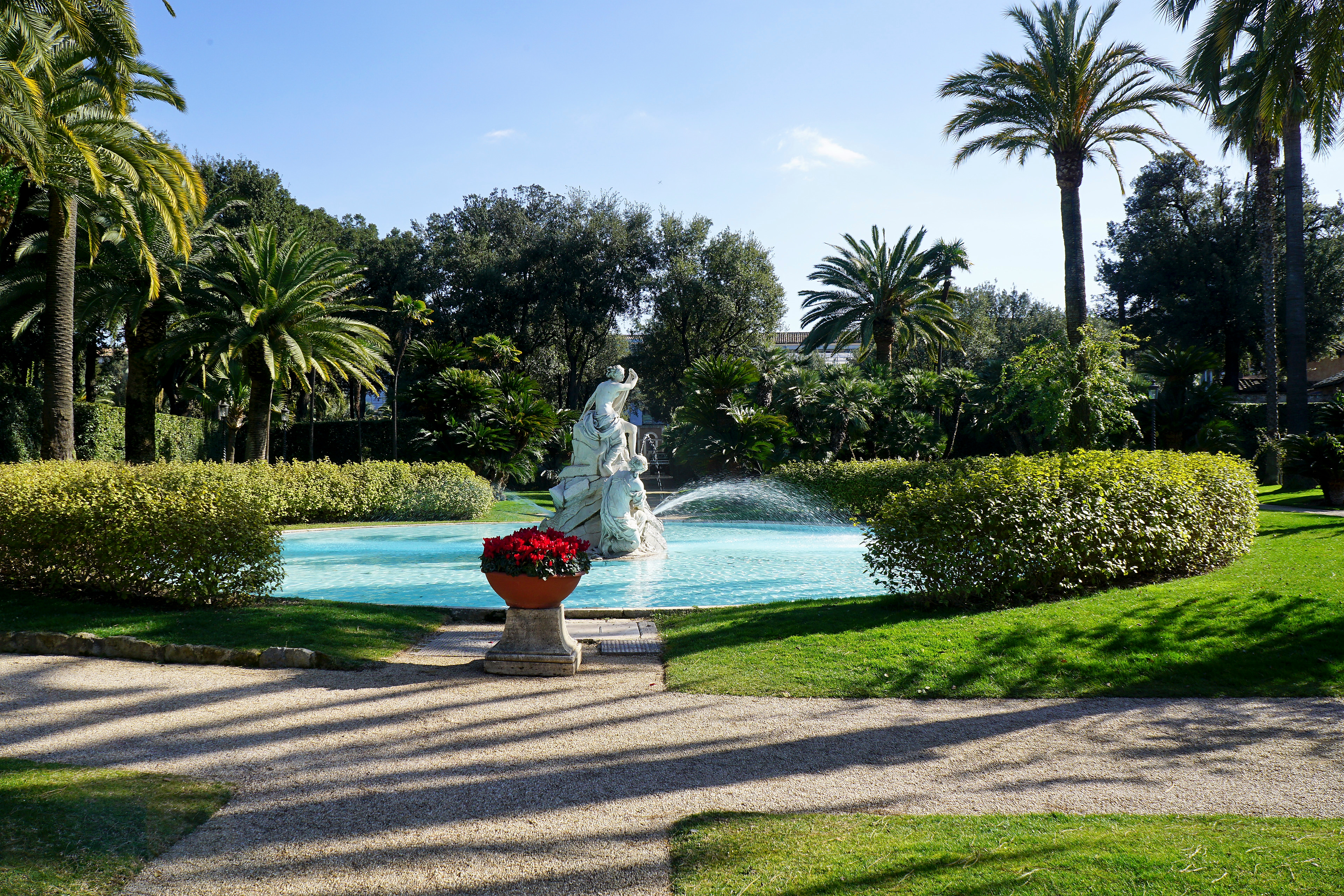
Fontana nei giardini del Quirinale

I giardini del Quirinale, famosi per la loro posizione privilegiata che li rendono quasi "isola" sopraelevata su Roma, furono nel corso dei secoli modificati a seconda dei gusti e delle necessità della corte papale.
L'attuale sistemazione integra il giardino "formale" seicentesco prospiciente il nucleo originale del palazzo, con il giardino "romantico" della seconda metà del Settecento; conserva di quell'epoca l'elegante Coffee House del Quirinale edificata da Ferdinando Fuga come sala di ricevimento di papa Benedetto XIV Lambertini, decorata dalle splendide pitture di Girolamo Pompeo Batoni e Giovanni Paolo Pannini.
All'interno dei giardini del Quirinale si trova il famoso organo idraulico costruito fra il 1997 e il 1999 da Barthélemy Formentelli in base alle caratteristiche del precedente organo ottocentesco. L'organo è alimentato da una cascata con un salto di 18 metri ed è a trasmissione integralmente meccanica, con un'unica tastiera di 41 note con prima ottava scavezza, senza pedaliera, e può eseguire due madrigali.
I giardini hanno quasi 500 anni, sono più antichi di quelli di Versailles e misurano ben 4 ettari (40 000 m²); ci sono prati per 11000 m², viali di ghiaia, alberi antichissimi come un gigantesco platano alto più di 40 m, con un'età di 400 anni e che per molto tempo è stato il più grande in Europa; ci sono cycas di grandi dimensioni con un'età di 2 o 3 secoli, è quindi probabile che si tratti di doni portati ai Papi da alcune ambascerie giunte dal Sud America nel lontano '600 / '700. Da segnalare anche un ulivo cresciuto sulle rive del Giordano e donato al Quirinale e un abete proveniente dalla Scandinavia. Ci sono siepi lunghe 3,5 km, realizzate "all'italiana", cioè con la parte bassa di bosso e quella più alta, a parete, di alloro e 34 fontane.
In questi giardini i Savoia avevano fatto installare un campo da tennis; sono rimasti solo gli spogliatoi ricoperti di sughero per isolare dal freddo esterno chi si spogliava. Nel giardino ci sono fontane di epoche e di tipi molto diversi, come la Fontana delle Bagnanti proveniente dalla Reggia di Caserta.
Sotto i giardini, attraverso una botola è possibile raggiungere gli scavi archeologici dove sono stati rinvenuto i resti dell'originario tempio al dio Quirino e alcune insulae di età imperiale.
I giardini del Quirinale sono aperti al pubblico il 2 giugno di ogni anno e a volte fino a 20 000 persone passeggiano nei suoi viali.

### Scuderie

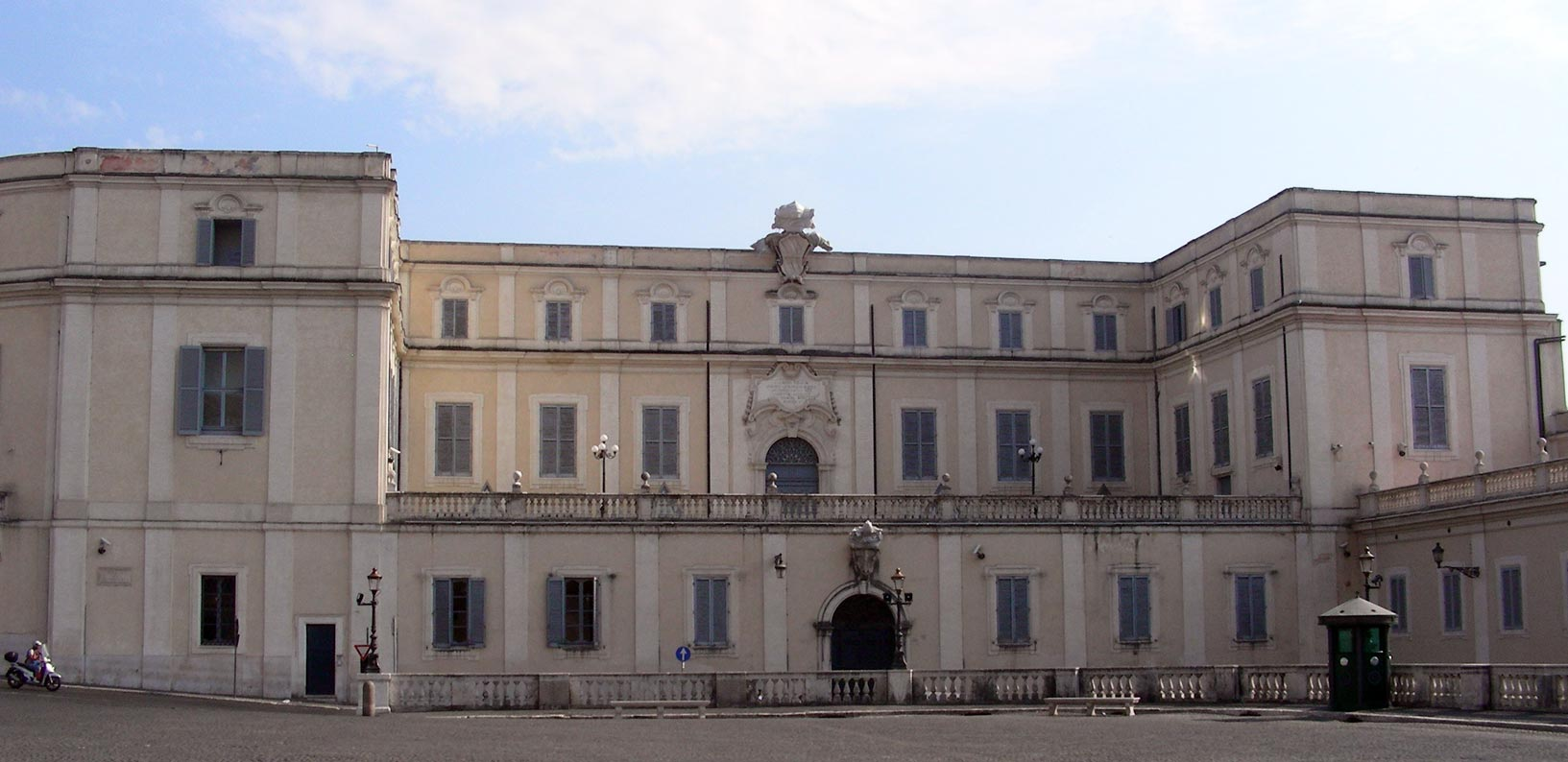
Le Scuderie del Quirinale, facciata su via della Dataria, verso la piazza del Quirinale.

Il palazzo delle Scuderie al Quirinale fu costruito tra il 1722 e il 1732, su terreno già dei Colonna appartenente alla villa al Quirinale annessa al loro Palazzo, e si trova di fronte alla residenza presidenziale, affacciato su piazza del Quirinale. Il primo progetto si deve ad Alessandro Specchi, che su commissione di papa Innocenzo XIII, disegnò un edificio destinato a sostituire quello precedente di Carlo Fontana dell'inizio del XVIII secolo. Morto Innocenzo XIII, il nuovo papa Clemente XII, nel 1730, affidò a Ferdinando Fuga il compito di completare l'opera.
L'edificio ha mantenuto la sua funzione originaria di scuderia fino al 1938, anno in cui venne adattato ad autorimessa. Tra il 1997 e il 1999 venne completamente restaurato su progetto dell'architetto friulana Gae Aulenti. Destinato a importante spazio espositivo (circa 1.500 m²), fu inaugurato dal Presidente Ciampi e concesso al Comune di Roma. Attualmente ospita grandi mostre di richiamo internazionale ed è una delle sedi per mostre d'arte temporanee di Roma più visitata insieme con il Vittoriano.

### Caserma dei Corazzieri
Sotto la Caserma dei Corazzieri è stato scoperto un complesso di Roma antica comprendente un tratto delle mura serviane, un podio forse templare e un edificio dell'età flavia con un ninfeo decorato da mosaici parietali di quarto stile. Forse si trattava della casa privata di Vespasiano e del tempio della Gens Flavia, come sembra suggerire una fistula trovata nelle vicinanze con il nome di Flavio Sabino.

### Archivio storico

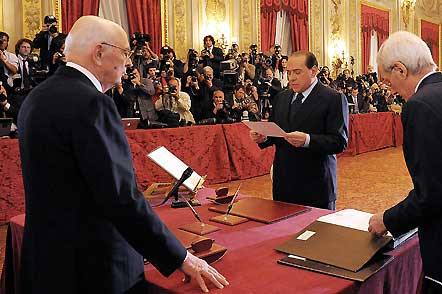
Giuramento del Presidente del Consiglio dei ministri Berlusconi, l'8 maggio 2008, di fronte all'originale della Costituzione.

Istituito sotto la presidenza Scalfaro nel 1996, dal 2009 è ospitato presso il Palazzo Sant'Andrea, così chiamato perché vicino alla Chiesa di Sant'Andrea al Quirinale, già noviziato della Compagnia di Gesù, poi divenuto durante il Regno d'Italia sede del Ministero della Real Casa. Sotto l'edificio, nel 1888, fu rinvenuto un importante reperto archeologico, la cosiddetta Ara dell'incendio neroniano.
Il patrimonio dell'archivio è liberamente consultabile, salvo per i documenti riservati relativi alla politica interna ed estera dello Stato, che diventano liberamente consultabili solo 50 anni dopo la loro data, e di quelli che contengono dati sensibili, che diventano pubblici e consultabili 40 anni dopo la loro data.
Tra i documenti storicamente più importanti vi è la copia originale della Costituzione sulla quale giurano il Presidente del Consiglio dei ministri, i Ministri e i Giudici costituzionali all'inizio del loro mandato e il carteggio originale tra il Presidente Einaudi e Arturo Toscanini, nel quale si può leggere il rifiuto del celebre direttore d'orchestra alla nomina di senatore a vita.

## Collezioni
Nel palazzo del Quirinale si trovano diverse collezioni artistiche che comprendono 260 arazzi (la seconda collezione più importante in Italia dopo quella di Palazzo Pitti a Firenze) di inestimabile valore, che documentano l'attività delle principali manifatture e centri di produzione tra il XVI e il XIX secolo; le porcellane, in cui i pezzi occidentali ammontano a circa 38.000, di cui il servizio più importante è il Ginori chiamato "ricevimenti e balli" composto da 9.000 oggetti, si possono considerare di livello non inferiore a quello delle principali collezioni mondiali; 105 carrozze, 205 orologi e pendole varie, dipinti, statue, mobili, molti dei quali provenienti da altre residenze italiane, soprattutto quelle delle corti pre-unitarie, come nel caso del mobilio appartenente al Palazzo Ducale di Colorno.

Oltre agli affreschi e ai dipinti, nei suoi spazi sono disseminati circa 56.000 oggetti d'arte, che comprendono 20.000 pezzi d'argenteria, di cui 7.000 pezzi in argento bianco, 2.400 in vermeil, una varietà di argento dorato, 9.000 pezzi di metallo argentato e oltre 9.000 pezzi in metalli vari, soprattutto bronzo.
 
È presente anche un'incredibile collezione di lampadari in vetro di Murano (realizzati a partire dagli ultimi anni del XVIII secolo dalle vetrerie storiche, tra le quali Pauly & C Compagnia Venezia Murano, che disegnò e realizzò un lampadario in stile "rezzonico" dell'altezza record di 6 metri, con un diametro di circa 4 metri e 320 luci) e di cristallo.

### Opere contemporanee
Dal giugno 2019, per volere del presidente Sergio Mattarella, il complesso del Quirinale ospita anche una collezione di opere contemporanee italiane, in particolare 36 opere d'arte e 32 di design, che hanno trovato stabile collocazione nel cortile, nei giardini e nelle sale del palazzo.
 
Le nuove opere comprendono tele di Carla Accardi, Afro Basaldella, Alberto Burri, Giorgio de Chirico, Giosetta Fioroni, Lucio Fontana, Giovanni Frangi, Renato Guttuso, Antonio Sanfilippo, sculture di Mirko Basaldella, Pietro Consagra, Maria Lai, Giacomo Manzù, Marino Marini, Fausto Melotti, Francesco Messina, Arnaldo Pomodoro, Davide Rivalta, un arazzo di Alighiero Boetti, una parte d'installazione di Maria Cristina Finucci, fotografie di Massimo Listri, oggetti di Franco Albini, Gae Aulenti e Piero Castiglioni, Mario Bellini, Cini Boeri, Enzo Calabrese e Davide Groppi, Achille Castiglioni e Pier Giacomo Castiglioni, Antonio Citterio, Michele De Lucchi e Giancarlo Fassina, Luca Degara, Jacopo Foggini, Piero Fornasetti e Gio Ponti, Ernesto Gismondi, Piero Lissoni, Vico Magistretti, Angelo Mangiarotti, Enzo Mari, Alberto Meda, Alessandro Mendini, Carlo Mollino, Fabio Novembre, Andrea Parisio, Gaetano Pesce, Franco Raggi, Aldo Rossi, Tobia Scarpa, Superstudio, Marco Zanuso.

Un secondo gruppo di 71 opere contemporanee è stato acquisito nel 2020, trovando collocazione sia nel complesso del palazzo del Quirinale, sia, per la prima volta, nella Tenuta di Castelporziano.
Le nuove opere comprendono dipinti di Alberto Burri, Piero Dorazio, Gillo Dorfles, Franca Ghitti, Massimo Giannoni, Piero Guccione, Emilio Isgrò, Piero Manzoni, Gastone Novelli, Giulio Paolini, Guido Strazza, Grazia Varisco, Emilio Vedova, Luciano Ventrone, altorilievi di Enrico Castellani, una ceramica di Bertozzi & Casoni, sculture di Mario Ceroli, Leoncillo Leonardi, Marisa Merz, Giulio Paolini, Davide Rivalta, Pinuccio Sciola, un'opera specchiante di Michelangelo Pistoletto, oggetti di Giorgio Armani, Umberto Asnago, Ercole Barovier, BBPR, Francesco Binfaré, Pietro Chiesa, Joe Colombo, Rodolfo Dordoni e Gordon Guillaumier, Roberto Lazzeroni, Luciano Lucatello, Bruno Munari, Paola Navone, Paolo Portoghesi, Ettore Sottsass, Matteo Thun e Antonio Rodriguez, Guglielmo Ulrich e l'illuminazione della Scala del Mascarino ad opera di Adolfo Guzzini.

Anche nel 2021 la collezione di opere contemporanee si è arricchita giungendo a includere 101 opere d’arte e 102 oggetti di design distribuiti tra il Palazzo del Quirinale, la Tenuta di Castelporziano e anche Villa Rosebery.
Le nuove opere comprendono dipinti di Nicola De Maria, Bice Lazzari, Alessandro Papetti, Pino Pascali, Carol Rama, Mimmo Rotella, Paolo Scheggi, Rudolf Stingel, due mosaici di Corrado Cagli, fotografie di Massimo Listri, sculture di Nino Caruso, Giacinto Cerone, Giuliana Cunéaz, Luciano Fabro, Gino Marotta, Nunzio, Achille Perilli, oggetti di Fulvio Bianconi e Paolo Venini, Andrea Branzi, Luigi Caccia Dominioni, Giulio Cappellini, Piero Castiglioni, Carlo Colombo, Gabriele Devecchi, Gianfranco Frattini, Ignazio Gardella e Tobia Scarpa, Davide Groppi con Giorgio Rava, Franca Helg, Ferruccio Laviani, Angelo Lelii, Emiliana Martinelli, Nicolò Morales, Mario Nanni, Ico Parisi, Paolo Rizzatto, Francesco Rota, Carlo Scarpa, Lella e Massimo Vignelli, Nanda Vigo, Toni Zuccheri.